# أصل الأنواع
أصل الأنواع كتاب من تأليف تشارلز داروين صدر عام 1859. يعتبر أحد الأعمال المؤثرة في العلم الحديث وأحد ركائز علم الأحياء التطوري. وعنوان الكتاب الكامل: «في أصل الأنواع عن طريق الانتقاء الطبيعي - أو بقاء الأعراق المفضلة في أثناء الكفاح من أجل الحياة» (بالإنجليزية: On the Origin of Species by Means of Natural Selection, or the Preservation of Favoured Races in the Struggle for Life). يقدم فيه داروين نظريته القائلة أن الكائنات تتطور على مر الأجيال، وفي الطبعة السادسة من الكتاب لعام 1872م، تم تغيير عنوان الكتاب إلى الاسم المختصر أصل الأنواع ولقد أثار الكتاب جدلاً بسبب مناقضته الاعتقادات الدينية التي شكلت أساساً للنظريات البيولوجية حينئذ، وقد شكّل كتاب داروين هذا عرضاً لنظريته التي أعتمد فيها على البراهين العلمية التي جمعها في رحلته البحرية في ثلاثينات القرن التاسع عشر وبحوثه وتجاربه منذ عودته من الرحلة.
كان الكتاب مثار جدلٍ وأثار نقاشاتٍ علمية وفلسفية ودينية. ولقد تطورت نظرية النشوء والارتقاء منذ عرضها داروين للمرة الأولى ولكن بقى مبدأ الانتخاب الطبيعي أوسع النماذج العلمية قبولاً لكيفية حصول ارتقاء الأنواع، ورغم قبول نظرية النشوء والارتقاء الواسع في الأوساط العلمية إلا أن الجدل حولها لا يزال قائماً حتى يومنا هذا.
ولقد طُرِحت العديد من الأفكار التطورية لشرح النتائج الجديدة في علم الأحياء، فقد كان هناك تأييداً متزايداً لمثل هذه الأفكار بين علماء التشريح المنشقين والجمهور العام، ولكن خلال فترة النصف الأول من القرن التاسع عشر، كانت المؤسسة العلمية الإنجليزية مرتبطة ارتباطاً وثيقاً بكنيسة إنجلترا في حين كان العلم جزءاً من اللاهوت الطبيعي، كما كانت الأفكار حول التحوّل في الكائنات الحية (استنساخ الكائنات الحية) قضية مثيرة للجدل لأنها تتعارض مع المعتقدات التي كانت تؤمن أن الكائنات الحية هي أجزاء ثابتة غير قابلة للتحوّل في التسلسل الهرمي وأن السلالة البشرية كانت فريدة من نوعها، لا علاقة لها بالحيوانات الأخرى. نوقشت الآثار السياسية واللاهوتية بشكل مكثف، ولكن لم يتم قبول قضية تحول الكائنات من قبل التيار الرئيسي العلمي.
ما زال القرّاء يقبلون على الكتاب إلى اليوم حتى من غير المختصين؛ فقد كتب الكتاب للقراء غير المختصين وقد وجد اهتمامًا كبيرًا فور نشره، وبما أن داروين كان عالماً بارزًا فقد كانت اكتشافاته تؤخذ بعين الاعتبار وولّدت الأدلة التي قدمها نقاشًا علميًا وفلسفيًا دينيًا جديدًا، وساهم النقاش حول الكتاب بإنتاج حملة من قبل توماس هنري هكسلي وزملائه أعضاء نادي إكس في العلم العلماني عن طريق المذهب العلمي الطبيعي. وفي خلال عقدين من الزمن كان هناك اتفاق على نطاق واسع بأن هناك تطور علمي، فقد حدث تفرع لأصل واحد، ولكن العلماء كانوا بطيئين بإعطاء الانتقاء العلمي أهمية بقدر ما أعطاه له داروين. ومن خلال «الكسوف الدارويني» من عام 1880 إلى عام 1930، قدمت مختلف الآليات مزيداً من الرصيد للتطور، ومع تطور الفرضية التطورية الحديثة في عامي 1930 و1940، أصبح مفهوم داروين للتكيف التطوري من خلال الانتقاء الطبيعي هو المرتكز لنظرية النشوء والارتقاء الحديثة، وهو الآن المفهوم الموحد علوم الحياة.

## ملخص نظرية داروين

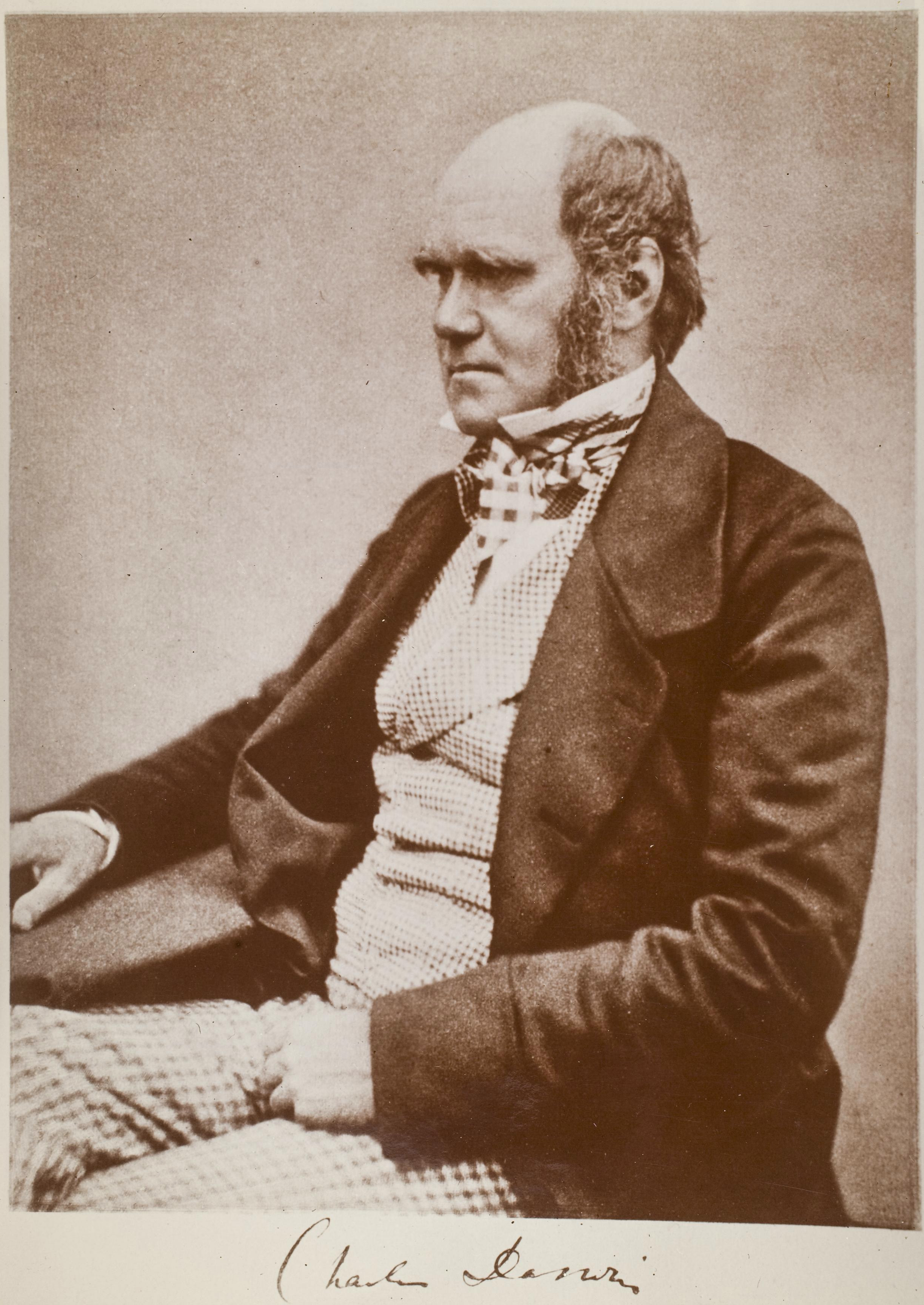
داروين في الصورة قبل النشر بفترة قصيرة

تستند نظرية التطور لداروين على الحقائق الأساسية والاستدلالات المستخلصة منها، والتي أختصرها عالم الأحياء إرنست ماير كما يلي:
- كل الأنواع خصبة بما فيه الكفاية بحيث أنه إذا نجت كل ذريتهم لإعادة الإنتاج فان عدد الجماعات ينمو (حقيقة).
- على الرغم من التقلبات الدورية، تظل الجماعات تقريبا بنفس الحجم (حقيقة).
- الموارد مثل المواد الغذائية محدودة ومستقرة نسبيًا على مر الزمن (حقيقة).
- صراع من أجل البقاء (استدلال).
- الأفراد في مجموعة تختلف اختلافاً كبيرًا عن بعضها البعض (حقيقة).
- الكثير من هذا الاختلاف هو قابل للتوريث (حقيقة).
- الأفراد الأقل ملاءمة للبيئة هم الأقل عرضة للبقاء على قيد الحياة وأقل عرضة للتكاثر؛ الأفراد الأكثر توافقا مع للبيئة هم الأكثر عرضة للبقاء على قيد الحياة والأكثر عرضة للتكاثر وترك سماتهم القابلة للتوريث للأجيال القادمة، والتي تنتج عملية الانتقاء الطبيعي (استدلال).
- هذه العمليات التي تنفذ ببطء تُنتِج تغيرات في الجماعات للتكيف مع بيئاتهم، وفي نهاية المطاف، هذه الاختلافات تتراكم مع مرور الوقت لتشكيل أنواع جديدة (استدلال).

## الخلفية

### التطورات ما قبل نظرية داروين
لقد قام داروين بتتبع أثر الأفكار التطورية عبر التاريخ في طبعات لاحقة لكتابه حتى عصر أرسطو؛ حيث أن النص المنقول من قبل داروين عن أرسطو يمثل ملخصًا لأرسطو لأفكار الفيلسوف اليوناني إيمبيدوكليس. قام قدماء قَساوسةٌ الكنيسة المسيحية بالإضافة إلى علماء العصور الوسطى من الأوروبيين بتفسير قصة الخلق في سفر التكوين استعارياً بدلاً من سردها كواقع تاريخي؛ حيث قاموا بوصف الكائنات الحية بحسب أهميتها الأسطورية بالإضافة إلى شكلها، وكان يعتقد على نطاق واسع بأن «الطبيعة» غير مستقرة ومتقلبة، إذ تحوي ظاهرتي ولادة أجنة غير «طبيعية» ناتجة عن تزاوج فصائل مختلفة من الكائنات مع بعضها، بالإضافة إلى ظاهرةالتولد الذاتي.

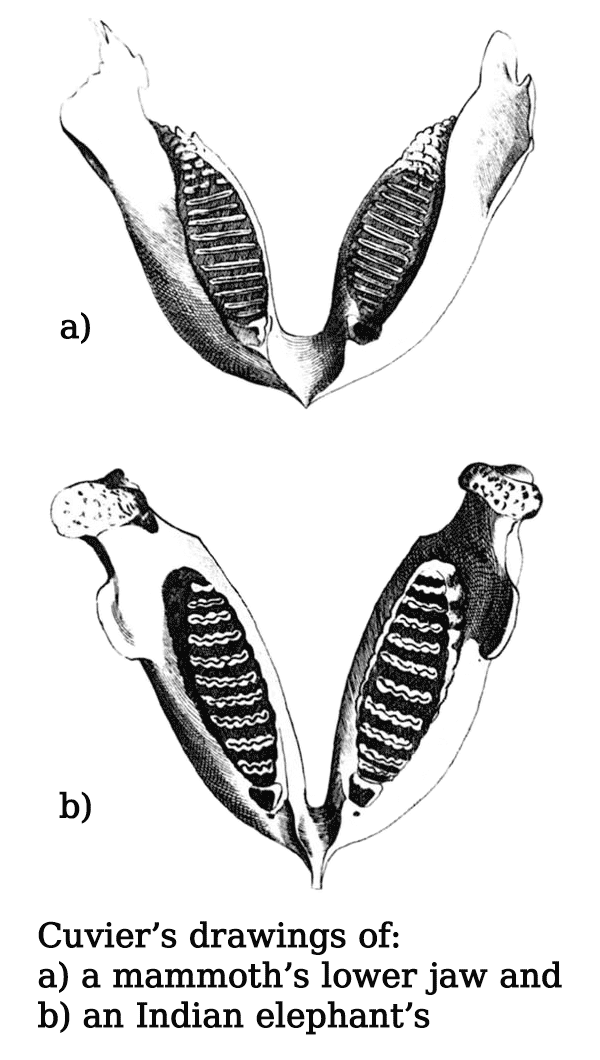
ساعدت ورقة كوفييه عام 1799م للعيش والفيلة الأحفورية على إقامة واقع الانقراض.

أوحت حركة الإصلاح البروتستانية بـتفسيرٍ حَرفي للكتاب المُقدس، يتضمن مفاهيم عن الخِلقَة تتعارض مع النتائج التي توصلت إليها الثورة العلمية، حيث أن العلم يبحث عن تفسيرات تتلاءم مع فلسفة رينيه ديكارت الميكانيكية بالإضافة إلى نظرية التطبيق التجريبي لطريقة باكونيان، وبعد الإضرابات التي أحدثتها الحرب الأهلية الإنجليزية، أرادت الجمعية الملكية أن تُظهر أن العلم لا يُهدد الاستقرار الديني أو السياسي، فقام جون ري بتطوير صيغة لعلم اللاهوت الطبيعي. في تصنيف جون ري: أجناس المخلوقات ثابتة، وقابليتهم للتكيُف والدقة في تكوينهم صُممت من قِبَل الخَالق، وأن الاختلافات البسيطة بين هذه السلالات ناتجة عن تأثيرات بيئتها المحلية. كمثال لعظمة تَصميم خلق الله تسبب الحيوانات آكلات اللحوم موتاً رحيماً وسَريعاً لفرائسها، ولكن عكس ذلك تَبرُز مشكلة الشر في المعاناة التي تُسببها الطفيليات. كما يتفق تصنيف علم الأحياء من قبل كارلوس لينيوس في عام 1735م إلى أن الأنواع ثَابتة طِبقاً للخطة الإلهية. وفي عام 1766م، أشار جورج دي بوفون أنّ بعض الأنواع المُتشابهة، مثل الخيول والحمير، أو الأسود والنمور والفهود، من الممكن أن تكون سلالات منحدرة من جَدٍ مُشترك. بالحساب الزمني الآشوري في خمسِينيات القرن السابع عشر تم حساب بدأ الكون في عام 4004 قبل الميلاد، لكن علماء الجيولوجيا في ثمانينيات عام 1700م افترضوا عمر العالمٍ بأقدم من ذلك بكثير. «الويرناريين» (مؤيدو الجيولوجي إبراهام ويرنير) بدورهم اعتقدوا أن الطبقات الأرضية ترسبت بفعل انحسار البِحار، لكن جيمس هتن طَرح فَرضية الحلَقة الذَاتية اللامُتناهية، مُمهدًا بذلك للنظرية التي تَفترض أن القوانين والأحداث الطبيعية التي تجري في العالم الآن هي نَفسها التي جَرت في الماضي وتنُطبق في كل مكان من هذا العَالم، نظرية الوتيرة الواحدة.
ولقد لخص العالم إراسموس داروين جدّ العالم تشارلز داروين، فرضية تطوّر الأنواع في التسعينات من القرن الثامن عشر، ثم قام جان باتيست لامارك بنشر نظرية أكثر تطورًا عام 1809م. افترض العالمان أن عملية التولد الذاتي بين الأجيال تنتج أنواع بسيطة من الحياة ثم تطوّر تدريجيًا إلى أن تصبح أكثر تعقيدًا، فتتكيف مع المحيط من خلال توريث التغيّرات التي تحصل للبالغين إما بالاستعمال أو الإهمال وسميت هذه النظرية فيما بعد باللاماركية. اعتقد لامارك أن هناك سلالات تنتقل وتزداد تطورًا بين الكائنات الحية باستمرار، أي لا يمكن للكائنات أن تنقرض بسبب اختلاف أنسابها. وأكد جيفري أن التطور الجنيني للكائنات الحية في حقبة جيولوجية ما يوضح كيفية عيشها في مراحلها الأولية، وأن بنية الحيوانات تحدد من خلال نظام ثابت كما هو موضح في عملية التناظر. أما جورج كوفييه فقد عارض وبشدة على تلك المعتقدات، ووضح أن الأنواع ثابتة وغير مرتبطة ببعضها، وأن التشابهات التي تحدث بينهم تعكس احتياجاتها الوظيفية وفي تسعينات القرن الثامن عشر، أثبتت أعماله في الأحافير المعنى الحقيقي للانقراض، باعتماده على الحوادث الطبيعية، كإعادة تعمير المناطق المتأثرة بالأنواع المختلفة.
وفي بريطانيا، رأى ويليام بيلي عالم اللاهوت الطبيعي أن التكيف كدليل نافع مصمم من قبل الخالق يعمل من خلال قوانين الطبيعة، ويعد جميع أنصار الطبيعية في الجامعات الإنجليزية هم رجال الدين لكنيسة إنجلترا حيث أصبح العلم هو البحث عن هذه القوانين. تكيف الجيولوجيون مع الكوارث الطبيعية لإظهار تكرار الإبادة في جميع أنحاء العالم وإنشاء أنواع ثابتة وجديدة متكيفة مع بيئة متغيرة وذلك بتحديد لأحدث كارثة كملحمة الطوفان التوراتي. وقد تأثر بعض علماء التشريح مثل روبرت جرانت من قبل لامارك وجيفري ولكن تعتبر أفكار التحويل لمعظم علماء الطبيعة تهديدا لنظام اجتماعي إلهي محدد.

### بداية نظرية داروين
التحق داروين بجامعة إدنبرة لدراسة الطب عام 1825. وفي عامه الثاني أهمل داروين دراساته الطبية لأجل دراسة التاريخ الطبيعي وأمضى أربعة أشهر ساعد فيها في بحث روبرت إدموند جرانت [الإنجليزية] المتعلق باللافقاريات البحرية. ولقد أظهر جرانت حماسه تجاه تحول الأنواع، لكن داروين رفضه. بدأ في جامعة كامبريدج من عام 1827، وتعلم داروين العلم اللاهوت الطبيعي من قِبل عالم النبات جون ستيفنز هينسلو، وقرأ لبيلي، وجون هيرشل، وألكسندر فون هومبولت. وكان مملوءاً بالحماس تجاه العلوم، فدرس جغرافية الكوارث الطبيعية مع آدم سيدجويك

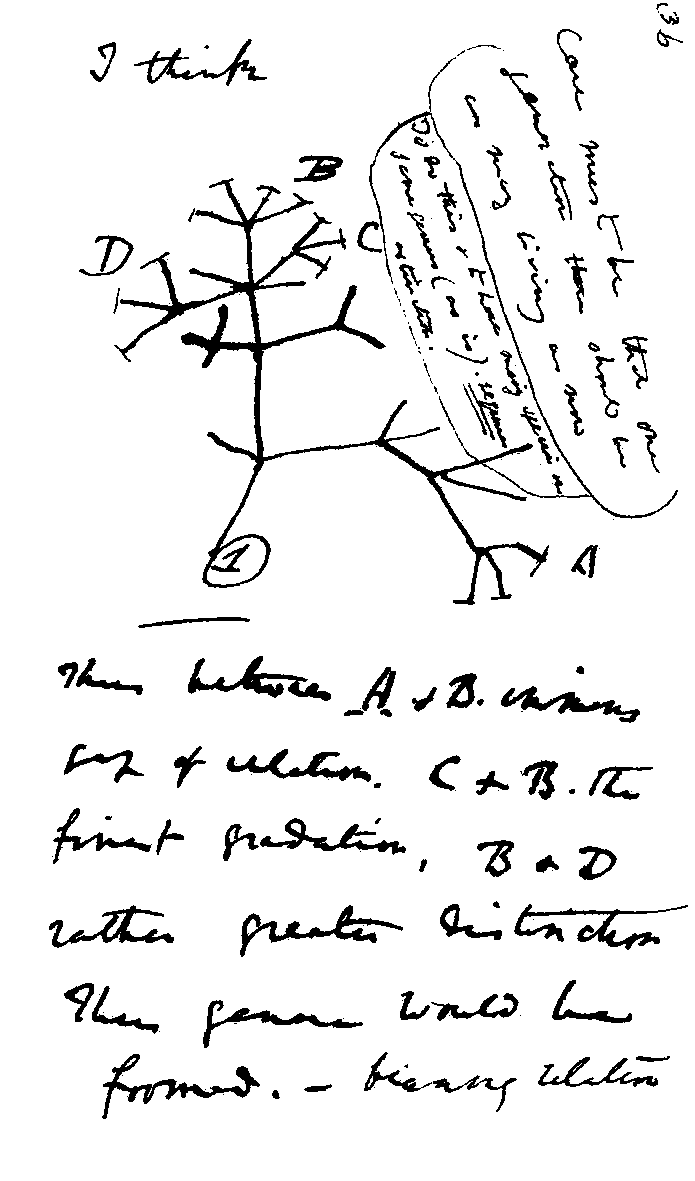
بدأ داورين في منتصف شهر يوليو عام 1837م دفترة (بي) لتحويل الأنواع وفي صفحة 36 كتب " أعتقد أن" فوق شجرته التطورية.

في ديسمبر عام 1831، انضم إلى رحلة بيغل كعالم جيولوجي وعالم في تاريخ الطبيعة. وقرأ مبادئ علم طبقات الارض لتشارلز لايل، ومنذ المحطة الأولى على شاطئ سانت يقو، وجد أن نظرية الوتيرة الواحدة للايل هي المفتاح إلى التاريخ الجيولوجي للمناظر الطبيعية. واكتشف داروين أن الأحافير تشبه حيوان المدرع الضخم، وراقب كذلك التوزيع الجغرافي للفصائل الحديثة على أمل أن يجد «أساس خلقهم». وكان الثلاثة المبشرين الذين أعادتهم الرحلة إلى أرض النار ودودين ومتحضّرين، إلا أن داروين رأى أن أقاربهم في الجزيرة بدوا «بائسين ومتوحشين وحالتهم متدهورة»، وقال أنه لم يعد يرى أن هنالك فجوة لا يمكن سدها بين البشر والحيوانات. ومع اقتراب السفينة إلى إنجلترا عام 1836، لاحظ أن الأنواع قد لا تكون ثابتة.
وضح ريتشارد أوين بأن بقايا الكائنات المنقرضة التي عثر عليها داروين في قارة أمريكا الجنوبية لها علاقة وطيدة بالكائنات الحية الأخرى الموجودة في نفس القارة. وفي شهر مارس من عام 1837، ذكر عالم الطيور جون جولد أن روحاء داروين (طائر الروحاء الصغير) يختلف عن طيور فصيلة الروحاء الأخرى الموصوفة سابقًا (على الرغم من تشابه مواطنها)، وبأن الطيور الناطقة المأخوذة من أرخبيل غالاباغوس توضح ثلاثة أصناف ذات سمات فارقة لكل نوع موجود في كل أرخبيل، وأن كل نوع طير ينتمي لهذه الأرخبيلات مصنف كنوع من طيور الشرشور. بدأ داروين بعرض شكوكه من خلال سلسلة من الكتابات باحتمالية «التحول من فصيلة إلى أخرى» لتفسير هذه الاستنتاجات، وبحلول يوليو رسم شجرة النشأة التطورية المتفرعة لعلم الأنساب، متجاهلًا سلالة لاماركس المستقلة المتطورة لأصناف متطورة. تساءل داروين بشكل غير تقليدي عن تربية الحمام والحيوانات والعلماء المتمكنين. وفي حديقة الحيوانات كانت رؤيته الأولى للقردة، واندهش بشدة بمدى تشابه الإنسان مع إنسان الغاب).
في أواخر سبتمبر من عام 1838م، بدأ بقراءة مقال توماس مالتوس عن مبادئ علم السكان، وحجته الإحصائية بأن نمو سكان العالم إن لم يُقيّد فإنهم سيتكاثرون بما يتجاوز الموارد البيئية ومن ثمّ يتصارعون من أجل البقاء. نسب داروين ذلك إلى الصراع من اجل البقاء بين حياة البرية وحياة النباتات إلى نظرية دي كندول «صراع الأنواع» في النباتات، فتصور فورًا «قوة مثل قوة مئة ألف وتد» تدفع الأنواع المتكيفة تكيّفًا جيدًا إلى ثغرات في اقتصاد الطبيعة بحيث تنقل الأنواع الناجية أشكالها وخصائصها، في حين تُدمر الأنواع غير المرغوب بها. وبحلول ديسمبر من العام 1838م، كان قد لاحظ وجود تشابه بين عمل المربين في اختيار السمات واختيار الطبيعة المالتوسية فيما بين الأنواع المختلفة القائمة على «الصدفة» مما يعني «أن كل جزء من البنية المكتسبة حديثا هو جزء فعّال وتام كليًا».
واستطاع داروين الآن وضع إطار لنظريته أي نظرية الانتقاء الطبيعي «التي يعمل من خلالها»، ولكنه كان منشغلًا جدًا بعمله كجيولوجي، وتوقف عن كتابة وصف لنظريته حتى اكتمل كتابه عن «نشوء وتوزيع الشعب المرجانية» في مايو عام 1842م.

### مزيد من التطوير
استمر داروين للبحث وتنقيح نظريته على نطاق واسع مع التركيز على عمله الرئيسي من نشر للنتائج العلمية لرحلة بيغل  وكتب مبدئيا عن أفكاره إلى لايل في يناير 1842م. ثم في يونيو قام بمخططات أولية لنظريته مكونة من 35 صفحة. بدأت مراسلات داروين حول نظريته مع عالم النبات جوزيف دالتون هوكر في يناير عام 1844، وبحلول يوليو كانت مخططاته قد قاربت 230 صفحة كمقالة، ليتمكن من توسيعها مع نتائج أبحاثه المنشورة في حال مات قبل الأوان.

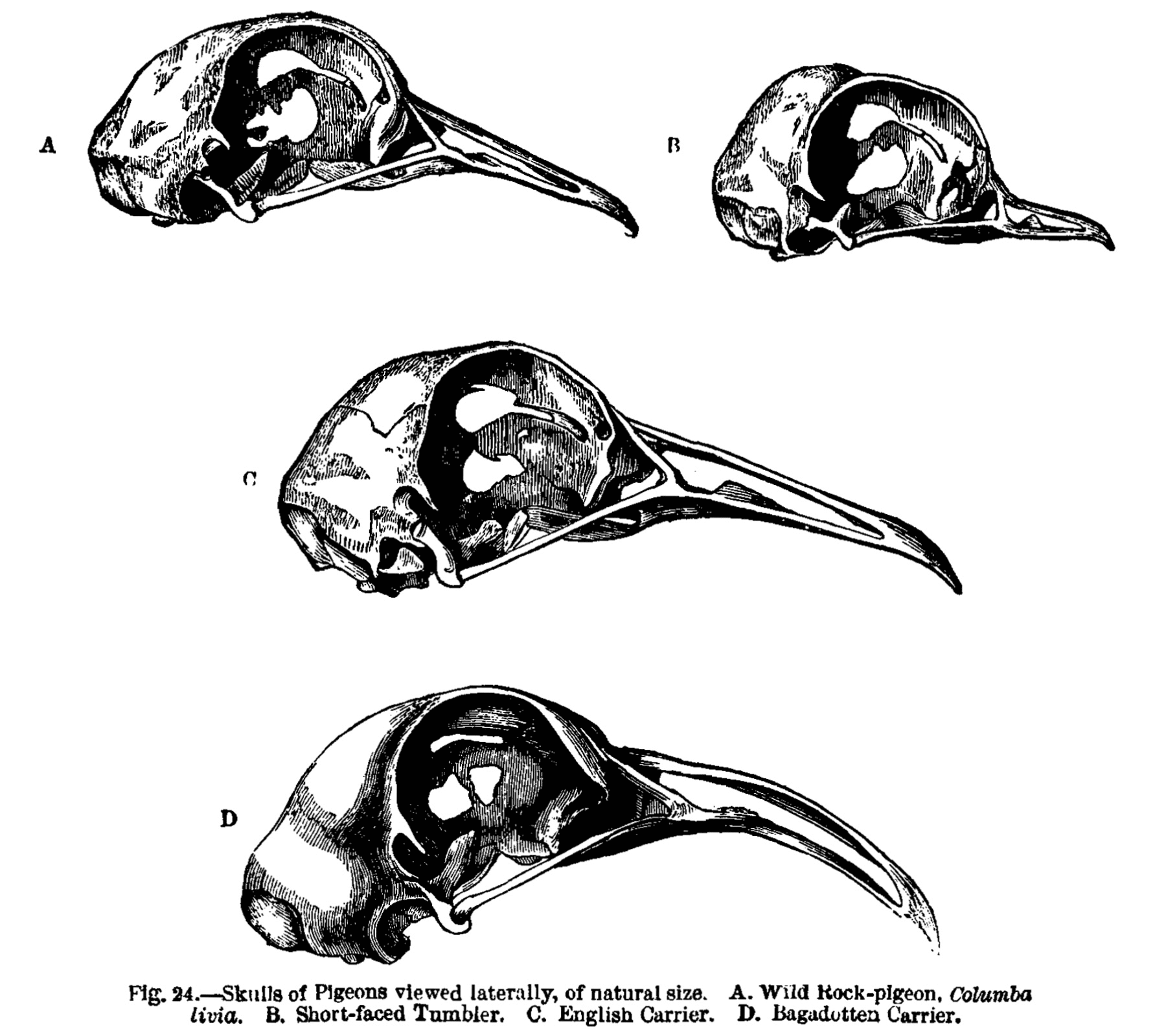
بحث داروين حول كيفية اختلاف جماجم سلالات طيور الحمام وكما هو مبين في عمله النباتات والحيوانات تحت الاستئناس لعام 1868م.

في نوفمبر عام 1844 نشر بشكل مجهول كتاب أدبيات علمية لآثار التاريخ الطبيعي للخلق الذي كتبه الصحافي الإسكتلندي روبرت تشامبرز، وقد اتسع الاهتمام العام في مفهوم تحويل الأنواع، استُخدِمت بقايا الأدلة من السجل الأحفوري وعلم الأجنة لدعم الادعاء بأن الكائنات الحية قد أحرزت تقدما من شكلها البسيط إلى الأكثر تعقيدًا مع مرور الوقت، ولكنه اقترح التطور المتتابع بدلًا من نظرية الأصل المتفرعة المشترك وراء أعمال داروين في التقدم وتجاهل التكيف، داروين قرأ النظرية بعد وقت قصير من نشرها، واحتقر هواة الجيولوجيا وعلم الحيوان، ولكنه استعرض بعناية حججه الخاصة بعد أن هاجم كبار العلماء بمن فيهم آدم سيدجويك أخلاق النظرية والأخطاء العلمية. كان للآثار تأثير كبير على الرأي العام وساعد النقاش المكثف لتمهيد الطريق لقبول العلم الأكثر تطورًا عن طريق تحريك التكهنات التطورية في التيار الرئيسي، في حين إن قلة من علماء الطبيعة كانوا على استعداد للنظر في التحول، أصبح هربرت سبنسر من المؤيدين النشطين للاماركية والتطوير التدريجي في عام 1850.
هوكير كان مقتنعًا ليأخذ نسخة من رسمة «تجربة» في يناير عام 1847, وأرسل صفحة من الملاحظات لتعطي داروين الملاحظات التي يحتاجها. تذكره من افتقاره للخبرة في مجال التصنيف، وبدأ داروين في دراسة استمرت ثماني سنوات على البرنقيل، ليصبح خبير بارز في تصنيفها. وباستخدام نظريته اكتشف وجود تنادد تبين أن أجزاء الجسم تغيرت قليلا لتخدم وظائف مختلفة لتلبية الظروف الجديدة، ووجد مرحلة وسطية في تطور الأجناس المتميزة.
دراسات داروين للبرنقيل أقنعته بأن التغيير ينشأ بالاستمرار وليس فقط عند تغير الظروف. في عام 1854، أكمل الجزء الأخير من كتابته، وبدأ يعمل طوال وقته على نظرية التطوير. غير داروين نظريته فبدلًا من التركيز على الصنف الذي يتشكل في بيئة منعزله كما في الجزر، بدأ يركز على التكوين التطوري في بيئة غير منعزلة، وبذلك لاحظ زيادة التكييف مع السكان كما تستغل البيئة الإكولوجية الجديدة. وقد أجرى بحث تجريبي يركز على الصعوبات التي واجهها في نظريته، ودرس الاختلافات التطورية والتحليلية بين سلالات مختلفة لعديد من الحيوانات الأليفة وأصبحت تشاركها بشكل فعال مع تربية الحمام. وأجرى تجربته (بمساعدة ابنه فرانسيس) بنفس طريقة تشتيت ونشر بذور النبات والحيوانات عبر المحيطات للجزر البعيدة، في عام 1856، أصبحت نظريته أكثر تعقيدًا وذلك عبر الأدلة الداعمة.

## النشر

### الأحداث التي قادت للنشر

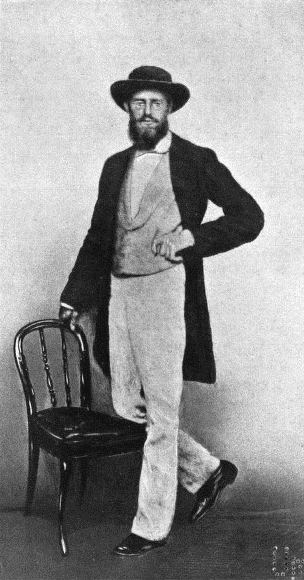
صورة لألفريد راسل والاس (1823-1913م) صورت في سنغافورة عام 1862م

في «المقدمة» للأنواع التي كتبها ألفريد راسل والاس عام 1855، قال أن الأنماط في التوزيع الجغرافي للأنواع الحية والأحفورية يمكن أن يفسر أن كل نوع جديد دائمًا يأتي إلى أسلوب حياة موجود بالفعل وهي أنواع ذات صلة وثيقة. ويعترف تشارلز لايل بالآثار المترتبة على ورقة والاس، والعلاقة التي تربطها بعمل داروين، على الرغم من أن داروين عكس ذلك، ففي ربيع عام 1856 حث لايل داروين على نشر نظريته لتأسيس الأولوية، ولكن داروين كان مترددًا بين رغبته في كامل العرض وبين الاعتبار والاقتناع والضغط لإنتاج ورقة قصيرة بسرعة، وقد قرر أنه لا يريد لكشف أفكاره للمراجعة من قبل المحرر كما طلب منه في مجلة الأكاديمية، وقد بدأ في يوم 14 مايو عام 1856 حساب «رسم»، وبحلول يوليو قرر إنتاج أطروحة الفني الكامل على الأنواع.
عمل داروين باجتهاد في كتابه الكبير الانتقاء الطبيعي، في 18 يونيو 1858م استقبل داروين طرد من والاس الذي بقي على جزر الملوك (جزيرة تيرنات وجيلولو)، وكان محاط بعشرين ورقة تصف آلية تطويرية استجابة تشجيعية لدراسة داروين الأخيرة.
مع طلب لإرسالها إلى لايل إذا اعتقد داروين أن ذلك جدير بالاهتمام، كانت آلية لايل مماثلة لنظرية داروين الخاصة حيث كتب إلى لايل: «كلماتك قد تكون صادقة بطريقة انتقامية.. إحباط» وقال إنه «بالتأكيد يتمنى مرة أن يكتب ويرسل ما يكتبه إلى أي مجلة» مما يمكّن والاس من اختيار وإضافة كتاباته مع التوثيق الصحيح والأمين لصالحه، على أي حال كل ما سيصلهم سيتم تحطيمه. اتفق لايل وهوكر على إرسال ورقة مشتركة لجمعية لينين، وفي تاريخ 1 يوليو من العام 1858 م، تم إرسال أوراق بعنوان التشكيل باتجاه الأنواع والأصناف على إدامة الأنواع والأصناف باستخدام مصطلحات الانتقاء الطبيعي بإشراف والاس وداروين على التوالي الذي قرأ في إطار خارج عن الموضوع وكان له رد فعل لافت يذكر في نفس الموضوع. في حين اعتبر داروين إن فكرة والاس مطابقة لدراسته في الانتقاء الطبيعي، سجّل المؤرخون الاختلافات بينهم حيث عرّف داروين الانتقاء الطبيعي بأنها مماثلة لاختيارات اصطناعية يمارسها مربي الحيوانات مع تأكيد المنافسة بين الأفراد، بالمقابل ذكر والاس بأن لا مجال للمقارنة للتربية الانتقائية وركّز على الضغوط البيئية ومدى القدرة على التكيف مع الظروف المحلية الموجودة.
بعد الاجتماع، قرر أن يكتب داروين خلاصة كل عمله. وقد بدأ العمل يوم 20 يوليو عام 1858، بينما كان في عطلة في سانداون، كتب أجزاء منه من الذاكرة. وناقش لايل الترتيبات مع الناشر جون موراي الثالث، من دار نشر جون موراي  واللذين استجابوا على الفور على رسالة داروين في 31 مارس 1859  مع اتفاقاً لنشر الكتاب حتى من دون رؤية المخطوط، وعرضوا لداروين ثلثين من الأرباح، وفي نهاية المطاف قام موراي بدفع 180 جنيه استرليني لطبعة داروين الأولى، وعند موت داروين سنة 1882 كان كتابه في طبعته السادسة، وكسب ما يقارب 3000 الآف جنيه إسترليني، ولقد قرر داروين في البداية أن يسميه (مقال مجرد عن أصل أنواع وأصناف الكائنات الحية من خلال الانتقاء الطبيعي)، ولكن مع إقناعات موراي، تم تغيير المسمى في نهاية المطاف إلى: أصل الكائنات الحية، مع إضافة في صفحة العنوان: بواسطة وسائل الانتقاء الطبيعي، أو المحافظة على السلالات المفضلة في الصراع من أجل الحياة.، وهنا مصطلح «سلالات» يستخدم كبديل ل«أصناف» ولا تحمل المعنى الحديث للسلالة البشرية. وأول استخدام في الكتاب يشير إلى «العديد من السلالات، على سبيل المثال، الملفوف» ويشرع في مناقشة «الأصناف الوراثية أو سلالات الحيوانات والنباتات المحلية».

### الوقت المستغرق للنشر
كان لداروين نظريته الأساسية الانتقاء الطبيعي «التي يمكن من خلالها العمل» بحلول ديسمبر 1838، حتى الآن بعد ما يقرب من عشرين عاماً، عندما وصلت رسالة والاس في 18 حزيران عام 1858، كان داروين لا يزال غير جاهز لنشر نظريته. وكان يعتقد منذ فترة طويلة أن داروين تجنب أو قام بتأجيل نشر أفكاره للعامة لأسباب شخصية. الأسباب المقترحة تضمنت الخوف من الاضطهاد الديني أو العار الاجتماعي إذا تم الكشف عن وجهات نظره، والقلق بشأن اغضاب أصدقائه رجال الدين الطبيعيين أو زوجته التقية ايما. تسبب مرض تشارلز داروين بتأخيرات متكررة، وكان بحثه على غلين روي أثبت خطأ محرج، فربما أراد أن يتأكد من أنه كان محقًا. وقد اقترح ديفيد كوامن إن كل هذه العوامل قد ساهمت مع ملاحظة الإنتاج الكبير لداروين من الكتب وانشغاله بالحياة الاسرية أثناء ذلك الوقت.
أكدّت دراسة حديثة أجراها مؤرخ العلوم «جون فان وآي» فكرة أن داروين قام بتأجيل النشر فقط لوقت يعود لأربعينيات عام 1900، ويعتقد أولئك الذين عاصروا داروين أن الوقت الذي قضاه قبل النشر كان معقولاً. كان داروين دائما يُنهي الكتاب الذي عنده ليبدأ كتاباً آخر، وبينما كان يُجري البحوث أخبر الكثير من الناس أنه مهتمٌ بموضع تحول المخلوقات من نوع إلى آخر دون أن يتسبب ذلك في أي فضيحة. كان داروين قد أكد على عزمه على النَشر، لكن ذلك لم يكن قبل شهر سبتمبر لعام 1854 حيث تمكن من العمل عليه بدوام كامل. لقد كانت فرضيته بأن «كتابه الكبير» سيستغرق خمس سنوات لإنجازه فرضية متفائلة جداً.

### الطباعة والنشر
لقد نشرت أول طبعة من كتاب أصل الأنواع يوم الخميس 24 نوفمبر 1859، بخمسة عشرة شلن. وعرض الكتاب لبائعي كتب في ماريز أوتوم يوم الثلاثاء 22 نوفمبر، وبيعت جميع الكتب الموجودة هناك على الفور. وبالمجمل فقد تم طباعة 1,250 نسخة، ولكن بعد إنزال العروض وتنقيح النسخ تكلفت شركة ستاشينورز هول، بطباعة خمسة نسخ، مجملاً حوالي 1,170 نسخة متوفرة للبيع. وعلى الفور اشترت مكتبة موديز 500 نسخة من الكتاب، وأكدت أنه بمجرد وصول الكتاب إلى المكتبة، زاد عدد المسجلين بها، وفي 7 يناير 1860، طرحت الطبعة الثانية من الكتاب والمؤلفة من 3000 نسخة وبيعت على الفور، وأدخلت على تلك الطبعة كم هائل من التعديلات، والحقائق المعارضة للدين، وإضافة العديد من العبارات المقتبسة على الصفحة الثانية، ومنها اقتباس لما قاله القس تشارلز كينجسلي «من قِبَل الخالق» إلى الجملة الختامية، وفي حياة داروين طبع من الكتاب ست نسخ مختلفة، واكبتها عدة تغييرات وتعديلات، وكيفية التعامل مع الحجج المقاومة. وتم صدور الطبعة الثالثة في عام 1861، مع إعادة صياغة الكثير من الجمل، أو بإضافة ملحقات للمقدمة، أو رسوم تاريخية، وأضافت تلك الطبعة تقدمًا ملحوظًا لافتتاحية الكتاب أصل الأنواع، بينما حصلت الطبعة الرابعة على تنقيحات إضافية عام 1866. وبعد ذلك نشرت الطبعة الخامسة في 10 فبراير 1869، وواجهت تلك الطبعة أبضا تعديلات عدة، ولكن لأول مرة على مقولة «البقاء للأصلح» التي اختلقها الفيلسوفي هربرت سبنسر في كتابه «مبادئ الأحياء» عام (1864).
في يناير من عام 1871، قام جورج جاكسون ميفارت بإدراج قائمة حجج وبراهين مفصلة بشأن نشأة الأنواع وتعارض فكرة الانتقاء الطبيعي التي قال بأنها تتضمن أمور خارقة للطبيعة (ميتافيزيقيا). قام داروين بتنقيحات شاملة على الطبعة السادسة لكتابه الأنواع وكانت هذه في الطبعة الأولى التي استخدمت فيها كلمة التطور الذي ارتبطت عادة بالتطور الجنيني على الرغم من أن جميع الطبعات اختتمت بكلمة (تطور) ) وأضاف أيضاً فصلاً سابعاً جديداً يحتوي على اعتراضات متنوعة للتصدي لحجج ميفارت. وقد نشرت الطبعة السادسة من قبل موراي في يوم 19 من شهر فبراير لعام 1872 مع إسقاط كلمة «على» من العنوان. وقد قال داروين لموراي أحد الرجال الذين يعملون في مقاطعة لانكشر وارتادوا معاً لشراء الطبعة الخامسة بخمسة عشر شلن ورغبوا في جعلها متاحة أكثر على نطاق أوسع، فقاموا بطباعة نسخ بخط أصغر وبسعر يتراوح مابين سبعة شلن وستة بنسات أي بنصف السعر. وشملت النسخة على معجم جُمع بواسطة دالاس، وبذلك ازدادت مبيعات الكتب من 60 إلى 250 شهرياً.

### النشر خارج بريطانيا العظمى

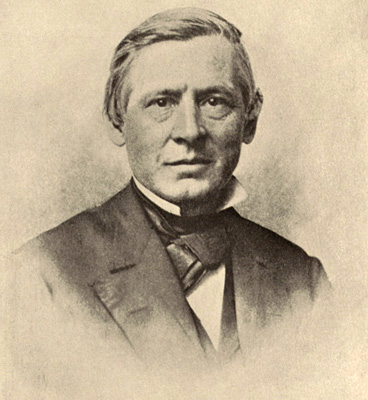
عالم النبات الأمريكي آسا غراي (1810-1888م)

تفاوض آسا جراي في الولايات المتحدة مع ناشر من بوسطن لنشر النسخة الأمريكية المصرحة، ولكنه علم أن شركتي نشر من نيويورك كانتا بالفعل قد خططتا لاستغلال غياب حقوق التأليف والنشر الدولية لطباعة كتاب أصل الأنواع ، وقد كان داروين مسروراً بشعبية الكتاب وكان قد طلب من جراي أن يحتفظ بالأرباح، وقد تمكن جراي من التفاوض مع شركة أبلتون النيويوركية على 5% كأتاوة  والتي حصلت على طبعتها في منتصف يناير 1860، فانسحبت بهذا الشركتان الأخريتان، وفي مايو ذكر داروين أن النسخ المطبوعة كانت 2500 نسخة ولكنه لم يوضح إن كان هذا نتاج الطبعة الأولى فقط أم لا حيث كان هناك أربع طبعات بتلك السنة.
وقد تُرجم هذا الكتاب في حياة داروين على نحو واسع ولكن نشأت مشاكل في ترجمة المفاهيم والاستعارات فبعض التراجم كانت منحازة لأجندة المترجم. وقد قام داروين بتوزيع نسخ من العرض التقديمي في فرنسا وألمانيا آملًا من المتقدمين المناسبين ترشيح أنفسهم، كما كان متوقع من المترجمين أن يتخذوا الترتيبات الخاصة بهم مع الناشر المحلي، ورحب داروين بعالم الطبيعية والجيولوجيا المسن والمميز هاينرش جورج برون لكن الترجمة الألمانية نُشرت في عام 1860 قد فرضت أفكار برون الخاصة به بمعنى أنه أضاف موضوعات مثيرة للجدل والتي قد أغفلها داروين عمدًا. فقد ترجم برون «الأعراق المفضلة» بمعنى «الأعراق الكاملة» وأضاف مقالات لقضايا بما فيها أصل الحياة بالإضافة إلى الفصل الأخير يتحدث فيه عن الآثار الدينية المستوحاة جزئيًا من إخلاص برون لفلسفة الطبيعة. ففي عام 1862 أصدر برون طبعة ثانية تعتمد على الطبعة الإنجليزية الثالثة وعلى إضافات داروين المقترحة لكن بعد ذلك توفي برون بنوبة قلبية، وقد اتفق داروين بشكل وثيق مع يوليوس فيكتور كاروس الذي نشر نسخة مطورة من الترجمة عام 1867م. محاولات داروين في إيجاد مترجم في فرنسا قد فشلت، فترجمة روير كليمناس التي نُشرت عام 1862 أضافت مقدمة مُشاد فيها عن أفكار داروين البديلة عن الوحي الديني وتشجيع الأفكار الداروينية الاجتماعية المحتملة وتحسين النسل بالإضافة إلى العديد من الملاحظات التي توضح فيها إجاباتها على الشكوك التي أعرب عنها داروين ولقد توافقا في الطبعة الثانية التي نشرت عام 1866 والطبعة الثالثة التي طرحت عام 1870 لكن دراوين وجد صعوبة في إقناع روير بحذف ملاحظاتها فقد كان منزعجًا وغير راضي عن هاتين الطبعتين حتى نُشرت ترجمة أديمون باربييه عام 1876م، أما الترجمة الهولندية فقد نُشرت عام 1860 من قبل طبريا كورنيليس وينكلر. وبحلول عام 1864 ظهرت ترجمات إضافية باللغة الإيطالية والروسية، وفي عام 1871 نُشرت النسخة الأصلية للكتاب باللغة السويدية، وبالدنماركية عام 1872 وبالبولندية عام 1873 وبالهنغارية بين عامي 1873 و 1874 وبالإسبانية عام 1877 وبالصربية عام 1878 وبحلول عام 1977 تُرجم الكتاب إلى 18 لغة إضافية.

### ملخص كتاب أصل الأنواع
بعد وقتٍ قصير من اجتماعه مع عددٍ من أصدقائه قرَّر داروين أن يكتب ملخَّصاً لأعماله بكاملها على شكل ورقة علميَّة أو عدة ورقات علميَّة تُنشر عن طريق الجمعيَّة اللينينيَّة، ولكنَّ القلق الأكبر الذي ساوره هو كيفيَّة تقديم هذه الأوراق بطريقة علميَّة بحتة في هذه المجلة دون طرح الحقائق بوضوح، بعد ذلك فكَّر داروين في تجميع أفكاره وعرضها في كتيب واحد، وبدأ في كتابة «ملخص كتاب الأنواع» في 20 يوليو 1858 بينما كان في إجازة في ساندوان، وأرسل بعض أجزائه على شكل مخطوطات لعدد من أصدقائه للتشاور حولها ، بحلول أوائل أكتوبر تشرين الأول شارف على الانتهاء من هذا الملخص وتوقَّع أن يتمَّ نشره في مجلد صغير، ومع ذلك استمرَّ في هذه الفترة في تجميع المعلومات وكتابة أجزاء كبيرة من مخطوطة كتابه الكبير أصل الأنواع.

## المحتوى

### عنوان صفحات الكتاب والمقدمة

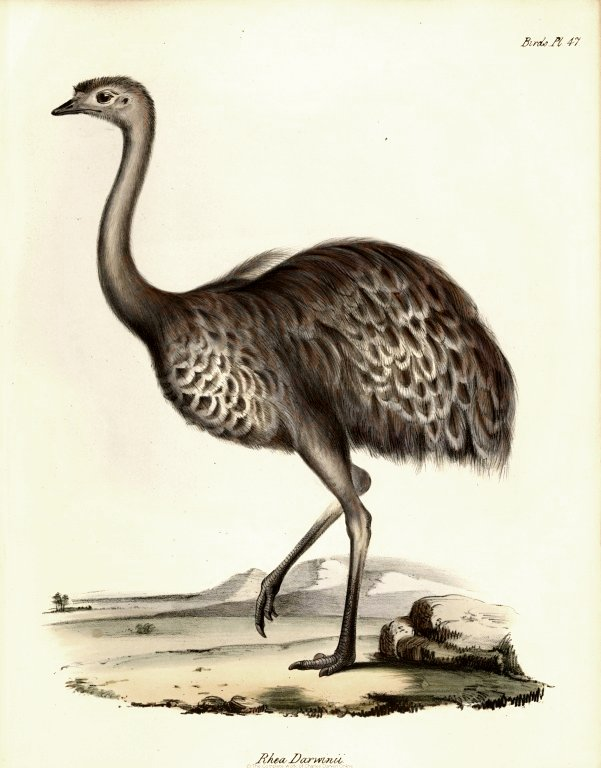
نشر توضيح جون غولد لروحاء داروين في عام 1841م؛ وأثر على داروين وجود نوعينمن الروحاء مع نطاقات متداخلة.

تتضمن الصفحة الثانية على اقتباسات من ويليم هويويل وفرانسيس بيكون حول قوانين الطبيعة في علم اللاهوت، وانسجام كلاً من الدين والعلوم القائم على أساس إيمان إسحاق نيوتن بحكمة الله في صنع كون ممتثل للقوانين. في الطبعة الثانية أضاف داروين عبارات مقتبسة من جوزيف بلتر الذي يؤكد بأن قدرة الله على التعامل مع القوانين العلمية مماثلة لصناعة المعجزات كما أشار إلى الاهتمامات الدينية لدى أصحابه الأكبر منه سناً. وتتكون المقدمة من أوراق هوية صاحب المذهب الطبيعي ومؤلف الكتب داروين. ومن ثم تشير المقدمة إلى رسالة جون هيرشل التي تعرض فكرته حول أصل الأنواع بأنها «قد تكون موجودة في الطبيعة لتكون نقيضاً لصناعة المعجزات».

عندما كنت على متن سفينة البيغل كصاحب المذهب الطبيعي، ذُهلت للغاية بالحقيقة المثبتة حول التوزيع السكاني لشمال أمريكا والعلاقة الجيولوجية الحالية بسكان القارة في الماضي. وتبدو لي أن هذه الحقائق تسلط الضوء على نشأة المخلوقات التي طالما وصفها أحد أشهر الفلاسفة بلغز الأسرار.

يشير داروين تحديدًا إلى توزيع نوع طيور الروحاء، وإلى توزيع نوع سلاحف غالاباغوس والطيور المحاكية. ويذكر داروين السنوات التي قضاها في العمل على نظريته ووصول والاس إلى نفس الاستنتاج، مما دفعه إلى «نشر هذا الملخص» لعمله غير المكتمل، ويلخص فيه داروين أفكاره ويضع جوهر نظريته وهي:

يولد عدد كبير من الأفراد لكل نوع أكثر مما يمكنهم من البقاء على قيد الحياة، ونتيجة لذلك، يستمر الصراع من أجل الوجود بشكل متكرر، ويحدث هذا الصراع لأي كائن، ولكن يختلف قليلًا بطريقة ترجع عليه بالفائدة، وفي ظل ظروف الحياة الصعبة وأحياناً المتغيرة سوف يكون هناك فرصة أفضل للبقاء على قيد الحياة، وبالتالي يتم اختيار هذه الفرصة بشكل طبيعي ومن المبدأ القوي للتوارث، فإن أي مجموعة مختارة تميل إلى أن يتكاثر نسلها الجديد والمعدل

بدءاً من الطبعة الثالثة، استهل داروين المقدمة برسم تخطيطي للتطور التاريخي للأفكار المتطورة. وفي هذا الرسم اعترف بأن باتريك ماثيو قد توقع مفهوم الانتقاء الطبيعي، لم يعرف كلا من والاس أو داروين بهذا المفهوم، في ملحق الكتاب الذي نشر في عام 1831م، وفي الطبعة الرابعة أشار داروين إلى أن وليام تشارلز ويلز قد قام بذلك في وقت سابق من عام 1813م.

### التغيرات في ظل التدجين والطبيعة
يشمل الفصل الأول على تربية الحيوانات وتحسين نوع النباتات بناء على مصر القديمة، ناقش داروين الآراء المعاصرة حول السلالات المختلفة في الزراعة ودلل بأن العديد قد تم إنتاجها من أسلاف مشتركة من خلال الاصطفاء الاصطناعي. وكمثال على الانتقاء الصناعي يصف تربية الحمام مبيناً أن «التنوع في السلالات شيء مدهش» وقد انحدر حتى الآن من هذا النوع الحمام البري. ورأى داروين نوعين متميزين من الاختلافات: (1) تغيرات مفاجئة نادرة واسماها «الرياضية» أو «الوحشية» (على سبيل المثال: أغنام قصيرة الساقين) و (2) وفروق صغيرة واسعة الانتشار (على سبيل المثال: منقار حمام أطول قليلاً أو أقصر قليلاً من المعتاد)، وكلا النوعين من التغيرات الوراثية يمكن استخدامها من قبل المربين، ومع ذلك فإن التغيرات الصغيرة كانت تشكل أهمية أكبر في عملية التطور.
في الفصل الثاني، يحدد داروين بأن التمييز بين الأنواع والأصناف هو إجراء تعسفي مع خبراء الاختلاف وتغيير قراراتهم عندما يتم العثور على أشكال جديدة. ولخص ذلك إلى أن «مجموعة متنوعة بشكل ملحوظ جيدًا يمكن أن تسمى بالعدل الأولي للأنواع» وأن «لأنواع فقط ملحوظة بقوة ودائمة الاختلاف». وقد جادل عن الوجود المطلق في الاختلاف في الطبيعة. وقد لاحظ المؤرخون أن علماء الطبيعة منذ فترة طويلة على علم بأن الأفراد من الأنواع تختلف عن بعضها البعض، ولكن قد يعتبر بشكل عام هذه الاختلافات محدودة وانحرافات غير مهمة من النموذج الأصلي من كل الأنواع، كون النموذج الأصلي مثالي وثابت في ذهن الله. أدلى داروين ووالاس بأن الاختلاف فيما بين الأفراد من نفس الأنواع أساس فهم العالم الطبيعي.

### الصراع من أجل الوجود، الانتقاء الطبيعي، والتنوع
في الفصل الثالث يتساءل داروين كيف للأنواع المختلفة «والتي دعوتها أنواع أولية» أن تصبح أنواع مميزة، وفي الإجابة على هذا التساؤل يقدم المبدأ الرئيسي الذي يسميه الانتقاء الطبيعي، ويضيف في الإصدار الخامس «لكن التعبير المستخدم عادة من قِبل السيد هربرت سبنسر القائل» البقاء للأصلح «هو أكثر دقة، وفي بعض الأحيان مناسب أيضًا على حد سواء».

بالنظر لهذا الصراع من أجل الحياة، أي اختلاف مهما كان طفيفًا وأياً كان السبب الذي أحدثه، إذا كان مفيداً بأي درجةٍ كانت لعضو من أي نوع في علاقته المعقدة ابديًا مع الكائنات العضوية الأخرى ومع الطبيعة الخارجية، سوف يميل هذا الاختلاف للحفاظ على هذا الفرد، وعامة سيقوم بتوريثه إلى سلالته... دعوت هذا المبدأ، والذي بواسطته يتم حفظ كل اختلاف طفيف إذا كان مفيدًا بتعبير «الانتقاء الطبيعي» وذلك لأشير إلى علاقته بقدرة الإنسان على الانتقاء.

و يلاحظ أن كلًا من أوغستان بيرام دو كندول وتشارلز لايل قد صرّحا بأن جميع الكائنات الحية تتعرّض إلى منافسة شرسة. ويؤكّد داروين بأنه استخدم عبارة "الصراع من أجل البقاء" على صعيد المعنى المجازي، بما في ذلك اعتماد الكائن الواحد على الآخر" ويذكر داروين أمثلة بدءًا من صراع النباتات التي تكافح الجفاف إلى النباتات التي تتنافس على الطيور لتأكل ثمارها وتنشر بذورها. كما يصف الصراع الناجم عن النمو السكاني قائلًا: "هذه هي نظرية مالتوس طُبقت بقوة متعددة على كامل مملكتي الحيوان والنبات". ويناقش كذلك الضوابط لهذه الزيادة بما في ذلك علم البيئة المعقد، ويلاحظ بأن المنافس في أشرس حالاته بين الأنواع وثيقة الصلة "والتي تشغل تقريبًا نفس المكان في اقتصاد البيئة".
فصّل داروين في الفصل الرابع الانتقاء الطبيعي «في ظل العلاقات المتبادلة والمعقدة بطريقة لا محدودة والمناسبة تقريبًا فيما بين الكائنات العضوية بعضها البعض وبينها وبين الظروف الطبيعية للحياة»؛ وأخذ داروين كمثال تغيّر الأوضاع في منطقة ما ممّا يؤدي إلى انقراض بعض الأنواع وهجرة البعض الآخر، وتأقلم أجيال بعض الأنواع مع الظروف الجديدة في حال حدوث تغيرات مناسبة. وقد لاحظ أنه نتج عن الانتقاء الصناعي الذي يقوم به مربوا الحيوانات كثيرًا انحراف حاد في الصفة بين السلالات، وأشار إلى أن الانتقاء الطبيعي يؤثر نفس التأثير قائلًا:

وقد يسأل سائل: لكن كيف بإمكان أي أصل مماثل أن ينتشر في الطبيعة؟ أعتقد أنه من الممكن أن ينتشر بل إنه ينتشر بكفاءة تقريبًا، فالصفات الموروثة الأكثر تنوعًا من أي صنف تصبح في التركيب والبنية والسلوك وهذا هو الوضع البسيط، ومن خلال الميل القوي ستكون قادرة بشكل أفضل على الانتشار في العديد من الأماكن المتنوعة في نظام الحكم للطبيعة على نحو واسع، وبالتالي تصبح قادرة على الازدياد في العدد.

المؤرخون أشاروا إلى أن داروين توقع المبدأ الحديث للنمط الحياتي، وهو لم يقترح إن كل اختلاف أو تغيير يجب أن يختار، ولا حتى تلك الحيوانات سواء كانت أفضل أو أعلى، ولكن مجرد تكيفها مع كل ما يحيط بها.

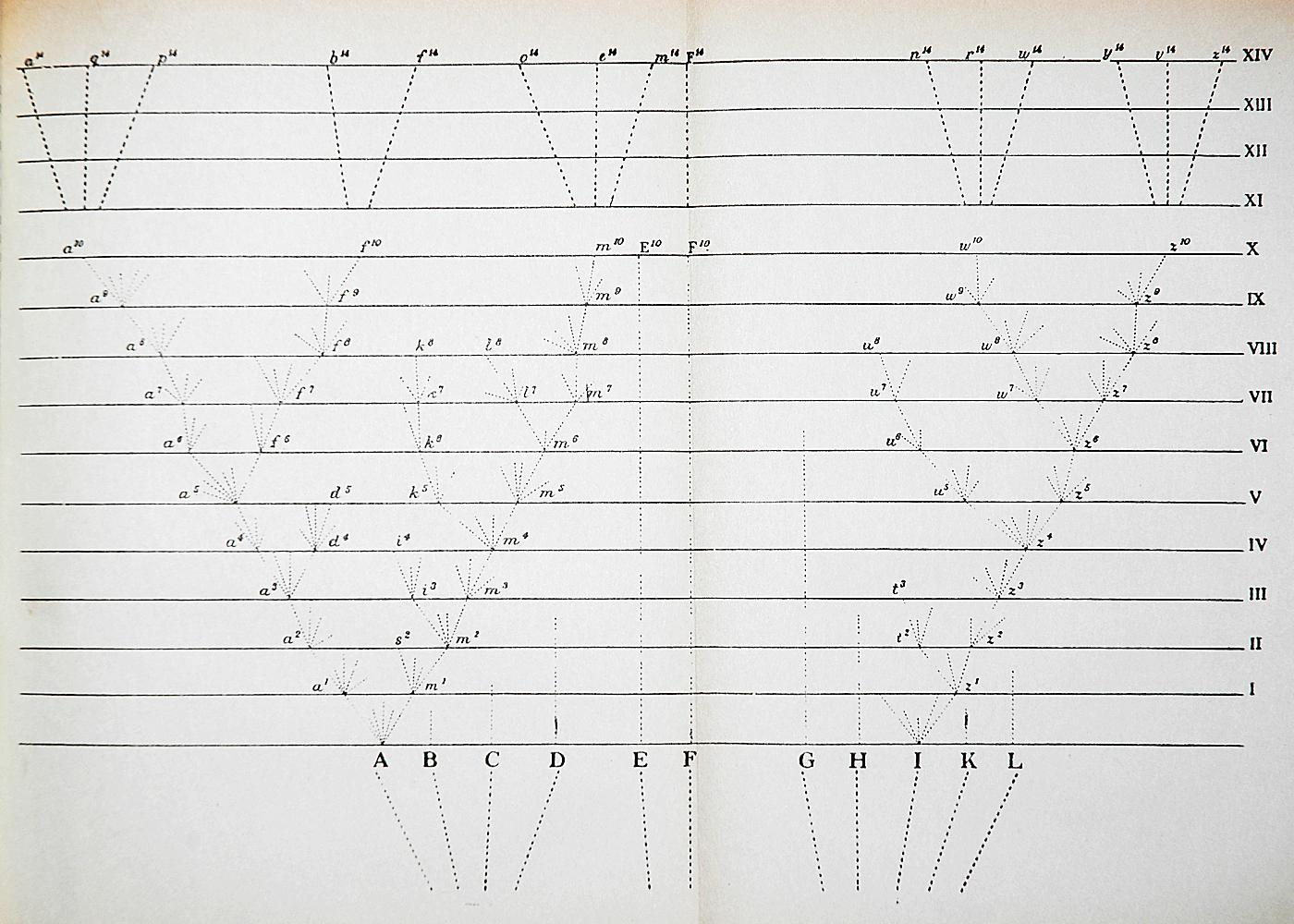
استخدم هذا الرسم الشجري لإظهار اختلاف الأنواع وهو التوضيح الوحيد في أصل الأنواع.

داروين عرض كمثال الاصطفاء الجنسي، مدعمًا بالمنافسة بين الذكور للتزاوج لشرح خاصية ثنائية الشكل الجنسية مثل أعراف الأسد وقرون الغزلان وذيول الطاووس وتغريدات الطيور والريش المشرق لبعض ذكور الطيور.؛ قام بتحليل الاصطفاء الجنسي بشكل أكثر كلياً في كتاب أصل الإنسان والانتقاء في العلاقة الجنسية (1871). الانتقاء الطبيعي كان من المتوقع أن يعمل ببطء شديد في تكوين أجناس بشرية جديدة ولكن بالتاثير المعطى للاختيار المصطنع، كان بإمكانه ألّا يرى حدود لكمية التغيير للجمال والصعوبة اللانهائية للتعديلات المشتركة بين كل الكائنات العضوية الأساسية كل واحدة مع الأخرى ومع حالاتهم الفيزيائية للحياة والذي من الممكن أن يتأثر في الفترة الزمنية الطويلة بفطرة الانتقاء الطبيعي. باستخدام المخطط الشجري والحسابات، أشار داروين إلى «اختلاف الصفات» من أصل الكائنات البشرية إلى كائنات بشرية بصفات جديدة. ووصف سقوط فروع بانقراض حاصل، وفي نفس الوقت تكون فروع جديدة في «شجرة الحياة العظيمة... مع تفرعاتها وتشباتها الجميلة أكثر من أي وقت مضى».

### التغير والوراثة
في عصر داروين لم يكن هنالك نموذج متفق عليه للوراثة، فقد اعترف في الفصل الأول بقوله «إن القوانين التي تحكم الميراث غير معروفة تمامًا»، وقال إنه تقبل نسخة من وراثة الخصائص المكتسبة (والتي أطلق عليها بعد وفاته باللاماركية)، وناقش في الفصل الخامس ما وصفه بآثار الاستخدام والترك، وكتب معتقداً بأنه «يمكن أن يكون هناك شك بأن استخدامنا للحيوانات الأليفة يعزز ويوسع من بعض الأجزاء، وعدم استخدامنا يقلل منها، ويتم توارث هذه التغيرات» وينطبق هذا أيضًا على الطبيعة. وذكر داروين أن بعض التغيرات التي نسبت إلى الاستخدام والترك كالققدان الوظيفي لأجنحة بعض الحشرات التي تعيش في الجزر، فقد يتم إنتاجها عن طريق الانتقاء الطبيعي. وفي طبعات لاحقة من الأصل، وسع دارويين دور الانتساب إلى ميراث الخصائص المكتسبة. كما اعترف أيضًا بجهل مصدر الاختلافات القابلة للتوريث، ولكنه خمن بأن ذلك ممكن أن ينتج من قبل العوامل البيئية، ومع ذلك يتضح أنه: مهما كانت طبيعة وأسباب التغيرات الجديدة فإن داروين يعرف من الملاحظة والتجربة بأن المربين قادرين على تحديد هذه الاختلافات وإنتاج اختلافات كبيرة في الأجيال القادمة من التحديد. وملاحظة أن التحديد يعمل على الحيوانات الأليفة لا يهدم عن طريق فهم آلية الوراثة الكامنة، وأن تناسل الحيوانات والنباتات أظهر أن الأنواع المتقاربة تتغير بطرق متشابهة، أو تميل إلى استعادة أحد أشكال أسلافها المورثة (الأجداد)، ووضح داروين أن الاختلافات ذات الأنماط المتشابهة والتي تحدث في فصائل معينة تعكس نظرية السلف المشترك، وذكر أيضا كيف أن مهرة اللورد مورتون تثبت نظرية التليغوني، والقائلة بأن النسل يمكن أن يرث صفات الشريك السابق للأنثى (غير الأب)، وقَبٍل هذه الظاهرة على أنها زيادة في عدد التغيرات المعرضة لعملية الانتقاء الطبيعي.
ذكر داروين المزيد من التفاصيل في كتابه «تنوع الحيوانات والنباتات في ظل عملية الاستئناس» الصادر عام 1868م والذي حاول فيه شرح الوراثة من خلال فرضيته عن آلية التوريث شمولية التخلق، وعلى الرغم من أن داروين شكك سرًا بنظرية الوراثة الخلطية إلا أنه واجه صعوبة نظرية في تقبل أن التغيرات الفردية الجديدة من شأنها الاندماج مع المجتمع. ومع ذلك فإن التغيرات المورثة يمكن رؤيتها، ومبدأ داروين الانتقائي (الانتقاء الطبيعي) كان قابل للتطبيق ضمن مجتمع أحيائي يحتوي على مجموعة من الاختلافات والتغيرات البسيطة، ظل الوضع كذلك حتى ظهرت نظرية الاصطناع التطوري الحديث في ثلاثينيات وأربعينيات القرن العشرين حينها أصبح النموذج الوراثي متكامل تمامًا مع نموذج الاختلاف.

### عقبات النظرية
يبدأ الفصل السادس بذكر أن الفصول الثلاثة القادمة سوف تتناول الاعتراضات المحتملة لهذه النظرية، أول هذه الاعتراضات هو: أنه غالبا لا توجد أشكال وسيطة بين الفصائل المتقاربة من الكائنات، على الرغم من أن النظرية افترضت وجود هذه الاشكال. وكما يذكر داروين «أولًا، إذا انحدرت الأنواع من أنواع أخرى عن طريق التدرج الصرف، لماذا لا نرى أشكال انتقالية عديدة؟ لماذا ليست الطبيعة في حالة ارتباك، بدلًا من كون الفصائل والانواع واضحة ومحددة كما نراها؟»، عزا داروين ذلك إلى التنافس بين الأشكال المختلفة، أضافة إلى قلة أعداد الأفراد ذات الاشكال الوسيطة، ما يؤدي غالبًا إلى انقراض هذه الاشكال. يشار إلى هذه العقبة بـ«غياب أو ندرة الأصناف الانتقالية في المساكن الطبيعية (المكان)». هناك عقبة أخرى تتعلق بالأولى وهي غياب أو ندرة الأصناف الانتقالية في مختلف الأوقات (الزمان)، علق داورين على ذلك أنه من خلال نظرية الانتقاء الطبيعي فأنه يجب ان يوجد أعداد لا حصر لها من الأشكال الانتقالية، وتساءل «لماذا لا نجدهم بأعداد لا حصر ضمن قشرة الأرض؟»
بالنسبة لبقية الفصل فإنه يتحدث فيما إذا كان الانتقاء الطبيعي بمقدوره أن يُوجد هياكل متخصصة ومركبة والطرق الممكنة لاستخدامها عندما يكون من الصعب تصور كيف أن الأشكال المتوسطة قد تكون فعالة؛ قال داروين:

ثانيًا، هل هناك احتمال وجود حيوان لديه على سبيل المثال هيكل وعادات الخفافيش قد تم تشكيلها من خلال تحوير بعض الحيوانات ذات العادات المختلفة كليًا؟ هل بإمكاننا اعتقاد أن الانتقاء الطبيعي يمكن أن يُوجد أعضاء ذو أهمية قليلة كذيل الزرافة الذي يُعد بمثابة الأجنحة للطائر من ناحية، ومن ناحية أخرى أعضاء ذو أهمية كبيرة كالأعين التي لا نستطيع فهم كمالها الذي لا يضاهى حتى الآن؟ 

فكان جواب داروين في العديد من الحالات توجد الحيوانات ذوات الهياكل المتوسطة الفعالة فقد قدم السنجاب الطائر والليمور الطائر كأمثلة على كيفية تطور الخفافيش من أسلاف حيوانات لا تستطيع الطيران في أصلها، وناقش مختلف الأعين البسيطة في اللافقاريات بداية من العصب البصري المغلف بالصباغ كأمثلة على كيف قد تتطور الأعين في الفقريات. واختتم داروين جوابه بـ «إذا كان من الممكن إثبات وجود أي عضو مركب فإنه لا يُرجح أن يكون عن طريق العديد من التحورات المتعاقبة والطفيفة فإن نظريتي ستكون خاطئة بالتأكيد ولكن لا أستطيع إيجاد أي حالات أخرى على ذلك». الفصل السابع من الطبعة الأولى يتكلم عن تطور الحشرات، تحتوي أمثلته على شيئين من التحقيقات التجريبية التي أدّاها وهما: النمل المستعبدون وهيكل الخلية السداسية المصنوعة من نحل العسل. لاحظ داروين أن بعض أنواع النمل المستعبدون كانوا يعتمدوا على العبيد أكثر من غيرهم، ولاحظ أن كثير من النمل سيجمعوا ويخزنوا شرانق بعض الحشرات كطعام لهم، ويعتقد أن تلك النوعية التي تعتمد كثيرًا على العمال العبيد قد تطوروا في خطوات تدريجية، وأشار أن النحل الذين يصنعوا الخلايا السداسية قد تطوروا في خطواتهم من النحل الذين صنعوا خلايا مستديرة، وذلك تحت ضغط من الانتقاء الطبيعي لتوفير الشمع؛ اختتم دارون:

في الأخير، قد لا يكون ذلك الاستنتاج منطقي، لكن من تصوري اعتقد انه أكثر مرضٍ للنظر في بعض الحشرات مثل إخراج صغير الوقواق لأشقائه والنمل الذين يصنعوا العبيد وتغذية اليرقات التي تكون داخل جسم اليسروعات الحية ليس كالهبات الخاصة أو حشرات مخلوقة لكن مثل النتائج الصغيرة الناتجة عن قاعدة واحده عامة تقود إلى تقدم كل المخلوقات الطبيعية بل إلى تكاثرها وتنوعها وتدع القوي يعيش والضعيف يموت.

يتناول الفصل الثامن فكرة إن للفصائل مميزات خاصة تمنع الهجائن من الإخصاب للحفاظ على الأنواع بشكل منعزل، وقال دارون، بعيدًا عن كونها ثابتة، تتراوح مدى صعوبة إنتاج هجائن الأنواع ذات الصلة وبقائها وخصوبتها تراوحًا كبيرًا، وخاصة في النباتات. في بعض الأحيان يعتبر على نطاق واسع أن الأنواع المنفصلة تنتج سلالة هجينة مخصبة حرة، بينما في بعض الحالات ما كان يُنظر إليه على أنه مجرد أصناف من نفس الفصيلة قد لا يُنتج إلا بصعوبة.
واختتم داروين قائلًا: «أخيرًا، إن الحقائق المذكورة باختصار في هذا الفصل، لا أرى أنها تتعارض مع وجهة النظر هذه أنه لا يوجد تمييز أساسي بين الفصائل والأنواع، بل على العكس تدعمها».
في الطبعة السادسة أدرج داروين فصلاُ سابعاُ جديداُ (مع إعادة ترقيم الفصول التالية) للرد على الانتقادات الموجهة للطبعات السابقة، بما في ذلك الاعتراض أن كثيراُ من ميزات الكائنات لم تكن تكيفية ولا تُنتج عن طريق الانتقاء الطبيعي. وقال إن بعض هذه السمات هي نتاج ثانوي من التغيير التكيفي للحصول على ميزات أخرى، والتي غالبا ما تبدو لنا غير تكيفية لأن وظيفتها ليست معروفة بعد، كما يتضح من كتابه الإخصاب في مملكة النباتات الذي يشرح كيف أن تراكيبها الدقيقة تُلقّح بسهولة بواسطة الحشرات. غالبية هذا الفصل كانت ردودًا على انتقادات جورج جاكسون مايفارت، بما في ذلك ادعاءه بأن بعض الميزات مثل مرشحات البالين في الحيتان والأسماك المفلطحة ذوات العينين على جانب واحد بالإضافة لتمويه الحشرات العصوية لا يمكن أن تتطور من خلال الانتقاء الطبيعي، لأن مراحل النمو الوسطية لم تحدث بسبب التكيف، وقد اقترح داروين عدة سيناريوهات للتطور التدريجي لكل ميزة.

### التاريخ الجيولوجي
يتحدث الفصل التاسع عن حقيقة يظهرها التاريخ الجيولوجي ألا وهي الظهور المفاجئ لأنماط حياة مختلفة دون وجود أي من الأحافير الكثيرة المتوقع وجودها نتيجة التغيرات التدريجية التي مرت بها تلك الأنماط. قام داروين بالاستناد على فرضية تشارلز لايل في مبادئ الجيولوجيا ويذكر فيها بأن التاريخ الجيولوجي ليس دقيقاً لأبعد الحدود حيث أن التحجر نادر الحصول، ويتطلب حدوثه فترات زمنية طويلة إضافة إلى أن البحث الجيولوجي عن الأحافير لم يشمل إلا مناطق محدودة وبالتالي فإن العلم بجميع التشكلات الجيولوجية غير ممكن وما تم الكشف عنه لايشكل إلا جزء بسيط جدًا، كما أن المجموعات التي تم العثور عليها من الأحافير مجموعات تفتقر إلى الكثير، وقد تكون هجرة المتغيرات المحلية المتطورة إلى مناطق أوسع سبب الظهور المفاجئ لأنواع جديدة منها، ولم يتوقع داروين أن يكون بإمكانه إعادة صياغة تاريخ تطور الحياة جذريًا، ولكن الاكتشافات المستمرة منحته أملًا قوياً بأن الاكتشافات الجديدة ستكشف عن الأنماط الانتقالية. وليُثبت بأن الوقت كان كافيًا ليأخذ الاختيار الطبيعي مجراه، استشهد داروين مرة أخرى بفرضية مبادئ الجيولوجيا وفرضيات أخرى تعتمد على دراسة المترسبات وظاهرة التآكل، ومن ضمنها دراسة تفترض أن تآكل الصخور في ويلد وهي بقايا تشكل جيولوجي قديم حيث نحتت صخوره بفعل الرياح ليتبقى النصف منها فقط قد استغرق ثلاثة ملايين سنة ليحدث. وقد مثّل الظهور الأولي لمجموعات كاملة من كائنات تامة النمو في أقدم الطبقات التي تحوي الأحافير والمعروف بالانفجار الكمبري مشكلة آنذاك. لم يكن لدى داروين أي شك بأن البحار القديمة كانت تضج بأعداد هائلة من الكائنات الحية، ولكنه صرح بأنه لا يملك أي تفسير معقول لقلة ظهور الأحافير، وقد عُثر على أحافير تعود إلى عصر ما قبل الكمبري، وبالتالي تم الاستدلال بها على وجود الحياة قبل مليارات السنين.
الفصل العاشر يتناول ما إذا كانت أنماط السجل الأحفوري قد تم شرحها عن طريق استخدام الأصل المشترك وتفرعات التطور من خلال الانتقاء الطبيعي بشكل أفضل من استخدام الخلق الانفرادي الناتج من الأنواع الثابتة. توقع داروين أن تتغير الأنواع ببطء، ولكن ليس بنفس وتيرة تغير بعض الكائنات الحية مثل لسين الرئة الذي بقي دون تغيير منذ أقدم الأحافير. إن سرعة الانتقاء الطبيعي قد تعتمد على التغير البيئي، وهذا أبعد نظريته عن القانون اللاماركي من أن تطور حياة الكائنات لا مفر منه. واستشهد بالنتائج التي حصل عليها ريتشارد أوين بأن أقدم الأعضاء في أي فئة من الكائنات كانت بضعة أنواع بسيطة وعامة وتتسم بخصائص وسطية بين الأشكال الحديثة، ثم تلتها أشكال متزايدة متنوعة ومتخصصة، ومطابقة للفروع الناتجة من الأصل المشترك الواحد. وقد تطابقت نظريته للانقراض على بعض الكائنات التي انقرضت ثم لم تعاود الظهور. وتتشابه الأنواع المنقرضة حديثاُ مع الأحياء أكثر من تلك المنقرضة في العصور السحيقة، وقد لاحظ عالم الطبيعة وليام كليفت إنه في جنوب أمريكا كما في أستراليا، إن الأحافير في العصور الجيولوجية الحديثة تتشابه مع الأحياء الذين لا يزالون يعيشون في نفس المنطقة.

### التوزيع الجغرافي
يتناول الفصل الحادي عشر الأدلة من الجغرافيا البيولوجية بدءاً مع ملاحظة الاختلافات بين النباتات والحيوانات من مناطق منفصلة التي لا يمكن تفسيرها على أنها اختلافات بيئية فقط، أمريكا الجنوبية وإفريقيا وأستراليا جميعها تحتوي على مناطق بنفس المناخ وتقع في نفس دوائر العرض ولكن الحيوانات والنباتات في تلك المناطق مختلفة جداً. تكون الأنواع الموجودة في منطقة واحدة من قارة والأنواع الموجودة في مناطق أخرى من نفس القارة متحالفة بشكل وثيق أكثر من الأنواع الموجودة في قارات أخرى. وأشار داروين إلى أن العوائق التي تحول دون الهجرة لعبت دوراً مهماً في الاختلافات بين الأنواع من المناطق المختلفة. ولم يكن للحياة البحرية الساحلية على جانبي المحيط الأطلسي والهادي من أمريكا الوسطى نوع مشترك بالرغم من أن برزخ بنما كان يبعد بضعة أميال فقط، وجمع داروين في شرحه ما بين الهجرة والأصل مع التعديل، وذهب للقول: «على هذا المبدأ من الميراث مع التعديل، يمكننا أن نفهم كيفية الأقسام من الأجناس والأجناس الكاملة وحتى العائلات التي تقتصر على المناطق نفسها كما هو الحال». وأوضح داروين كيف يمكن لجزيرة بركانية شكلت بضع مئات الأميال من القارة أن تكون مستعمرة من قبل أنواع قليلة من تلك القارة، ومن شأن هذه الأنواع أن تتعدل مع الزمن ولكن ستظل متعلقة بالأنواع التي وجدت في القارة ولاحظ داروين إن هذا النوع شائع، وناقش داروين الطرق التي يمكن أن تتوزع بها تلك الأنواع عبر المحيطات لاستعمار الجزر والكثير منها تحقق تجريبياً. في الفصل الثاني عشر يواصل الحديث عن الجغرافيا البيولوجية، بعد الحديث المختصر عن أنواع المياه العذبة يعود إلى جزر المحيط ومميزاتها على سبيل المثال، بعض قوانين الجزر الذي تؤديه في ثدييات القارات التي طُبقت على حيوانات أخرى كالطيور التي لا تستطيع الطيران أو الزواحف. ذُكر في ملخص الفصلين:

...أعتقد بأن كل الأساسيات تقودنا إلى حقائق التوزيع الجغرافي الذي يوضح نظرية الهجرة (بصفة عامة للأنواع السائدة في الحياة) بالإضافة إلى التحولات والتكاثر للأنواع الجديدة هكذا يمكننا أن نفهم أهم المعوقات، سواء من الأراضي أو المياه التي تفصلنا عن المحافظات الحيوانية والنباتية، وبالتالي فهم الصنف والجنس والعائلة وكيف يكون لها بعد مختلف على سبيل المثال أمريكا الجنوبية فالقاطنين في السهول، الجبال، الغابات، الصحارى والمستنقعات يرتبطون جميعاً بطريقة غامضة من حيث التشابه، ويرتبطون أيضاً مع الكائنات المنقرضة التي تسكن القارة سابقاً. على نفس المبدأ يمكننا التوصل إلى سبب قلة عدد السكان في الجزر المحيطية، أما الأعداد الضخمة فيجب أن تكون مستوطنات أو غريبه.

### علم التصنيف، والمورفولجيا (علم دراسة التشكل)، وعلم الأجنة والأعضاء البدائية
يبدأ الفصل الثالث عشر بملاحظة ذلك التصنيف الذي يعتمد على الأنواع مجتمعة معاً في نظام متعدد المستويات مكون من مجموعات رئيسية ومجموعات فرعية، مبنية على درجات مختلفة من التشابه فيما بينها، وبعد مناقشة مشاكل التصنيف يستنج داروين:

كل القواعد المذكورة أعلاه، والمساعدات والصعوبات في علم التصنيف التي تم شرحها، فإذا لم أكن أخدع نفسي بهذا، فالنظام الطبيعي مبني على الأصل مع التكيف، فالصفات التي يعتبرها أصحاب المذهب الطبيعي تظهر تشابه حقيقي بين أي نوعين أو أكثر من الأنواع، هي تلك الصفات التي تمت وراثتها من أب مشترك ولهذا الحد فإن كل التصنيفات الحقيقة ماهي إلا جينيلوجكالية (علم دراسة الأنساب)، الأصل المشترك هو الرابط المخفي الذي يبحث عنه أصحاب المذهب الطبيعي بطريقة غير مباشرة.

يبحث داروين في علم التشكل بما في ذلك أهمية التراكيب التماثلية، ويقول «ما الذي قد يكون ملفتًا للنظر أكثر من يد إنسان صممت للإمساك بالأشياء، وللحفر بالنسبة لخلد، والتجديف للدولفين، وقدما الحصان، وجناحا الوطواط، فجميعها خلقت بالنمط ذاته وتحوي العظام ذاتها في المواضع النسبية ذاتها؟» ويلاحظ أن الحيوانات من الفصيلة ذاتها تتشابه أجنتها كثيرًا. وبحث داروين في الأعضاء الأولية مثل أجنحة الطيور التي لاتستطيع الطيران وعظام الحوض والساق الموجودة في بعض الثعابين. ويلاحظ أن بعض الأعضاء الأولية مثل أسنان حوت الباليني موجودة فقط في المراحل الجنينية.

### الملاحظات النهائية
يراجع الفصل الأخير نقاطًا من الفصول التي سبقتها، واستنتج داروين بتمني أن نظريته قد تشكل تغيرات ثورية في مجالات عدة في تاريخ الطبيعة. بالرغم من أنه يتجنب الموضوع الجدلي لأصول الإنسان في ما بقي من الكتاب وذلك كي لا يتحيز القراء ضد نظريته، هنا يغامر بلمحة حذرة إن علم النفس قد يوضع على أسس جديدة و «أن الأضواء ستتجه إلى أصل الإنسان».، انتهى داروين بفقرة وصارت هذه الفقرة شهيرة ومقتبسة كثيرًا:

إنه من المُثير أن تتأمل في مرتفع متشابك، مكسوٌ بنباتات من أنواع كثيرة، بطيور تغرد على الشجيرات، مع حشرات متنوعة ترفرف، ومع ديدان تزحف على الأرض الرطبة، أن هذه الكائنات المصممة بإتقان مختلفة جدًا عن بعضها البعض، ومعتمدة على بعضها البعض بشكل شديد التعقيد فجميعها نشأت بقوانين تؤثر علينا. وهكذا من حرب الطبيعة، من المجاعة والموت، الحيوانات الأكثر عظمةً بتصورنا تنتج الحيوانات الراقية التي تتبعها مباشرةً. هناك العظمة في هذه النظرة للحياة بقواتها المتعددة، كونها تأصلت من نفخة إلى أنواع قليلة أو نوع واحد، وبهذا بينما كانت هذه الكواكب تدور حسب القوانين الثابتة للجاذبية من بداية بسيطة جدًا، لأشكال لا نهائية أكثر جمالًا وأكثر ابهارًا في عملية التطور.

## الهيكل والأسلوب

### الطبيعة والهيكل في فرضية داروين
كانت أهداف داروين ترتكز على شقين: الأول تبيان أن الأنواع لم تنشأ بشكل منفصل وأن الانتقاء الطبيعي كان هو العامل الرئيسي وراء التغيير، كان يعلم أن قرّاءه لديهم الدراية بمفهوم تحويل الأنواع من الآثار وتسخر مقدمته من فشل إعطاء العمل لآلية قابلة للتطبيق، ذُكر ذلك في أول أربعة فصول بأن قضية الانتقاء في الطبيعة والناجمة عن الصراع من أجل الوجود متماثلة مع الانتقاء لاختلافات تحت التدجين، وأن تراكم الاختلاف التكيفية توفر آلية قابلة للاختبار علميًا لأنواع جديدة أكثر تطورًا. وتزودنا الفصول التالية بدليل التطور الحاصل الذي يدعم تطور التشعب والتكيف بدون وجود دليل قاطع يجزم بآلية الاختبار التشغيلية. ويعرض داروين حقائق مدعومة مُستمدة من تخصصات عديدة تُظهر بأن نظريته يمكن أن توضح عدد لا يحصى له من الملاحظات من مجالات متعددة للتاريخ الطبيعي التي لا يمكن تفسيرها في إطار بديل بأن الأجناس البشرية خلقت بشكل فردي. كما أظهر الهيكل لحجة دراوين تأثير فيلسوف العلوم جون هيرشل الذي حافظ على آلية التشغيل التي يمكن أن تُدعى بالمسبب الحقيقي إذا تم إثبات ثلاثة أشياء: وجودها في الطبيعة، قدرتها على إنتاج مؤثرات الفائدة، وقدرتها على تفسير مجموعة واسعة من الملاحظات.

### التعديل الأدبي
ذكر الكثير من القراء العاديين للسيد داروين أن الكتاب صعب القراءة، فالكتابة تتطلب الفهم والتركيز والاهتمام وإعداد المهام ومع ذلك كله يكثر في أجزاء الكتاب معلومات مفيدة وسهلة الفهم ومُسلية على حد سواء. وفي حين تمت قراءة الكتاب بما يكفي لبيعه بشكل يضمن قراءته وإنه مُوجه للعلماء المتخصصين ولا يمكن وصفه بأنه مجرد صحافة أو خيال على عكس البقية فقد تجنب الكاتب الأسلوب السردي والمضاربة الكونية للرواية على الرغم من أن الجملة الختامية كانت أقرب ما يكون للتطور الكوني. كان داروين منذُ زمن طويل منغمس في الأشكال والممارسات الأدبية للعلم المتخصص واستخدمها بشكل فعّال في هيكلة حججه. ووصف ديفيد كيومن الكتاب بانه كُتب بلغة الحياة اليومية لجمهور واسع النطاق ولاحظ الأسلوب الأدبي لداروين الذي كان متفاوتاً في بعض الأجزاء حيث استخدم بعض الكلمات الملتوية التي يصعب فهمها وبعضها كُتب بشكل جميل، وقال أيضًا إن الطبعات اللاحقة كانت أضعف نظراً لوعي داروين وتوجيهه كلاماً مباشراً لنقاده كما أثنى على الطبعة الأولى.، قال جيمس كوستا نظرًا لأن الكتاب كان قد كُتب على عجل رداً على مقال والاس حيث كان كتاب كبير عن الانتقاء الطبيعي والحواشي العلمية والتقنية أكثر من ذلك كلة وأضاف إن بعض الأجزاء كانت محشوة بالمعلومات وبعضها غنائي نوعاً ما، وعرض الأبحاث والدراسات بطريقة السرد وهو الأمر غير العادي أو المقبول في الكتب العلمية.

### اختيار عنوان الكتاب واعتماد جون موراي كناشر
بحلول منتصف آذار مارس 1859 اكتمل الملخص الذي أعدَّه تشارلز داروين وأصبح جاهزاً للنشر، واقترح عليه صديقه لايل أن يتم النشر عن طريق جون موراي، وبالفعل التقى لايل بموراي للتباحث في الموضوع، وفي 28 مارس آذار أرسل داروين رسالة لصديقه ليسأله فيها عن وضع المباحثات والتقدُّم الحاصل فيها وعرض تقديم ضمانات لطمأنة موراي مؤكداً أنَّ كتابه لن يثير سخطاً في الأوساط الدينيَّة، واقترح أن يكون العنوان: أصل الأنواع والأصناف عن طريق الانتقاء الطبيعي.
وافق موراي فوراً على نشر الكتاب وفق الشروط التي اقترحها لايل دون أن يرى مخطوطة الكتاب حتى، وعرض أن تكون حصة داروين 2/3 الأرباح، وبالطبع قبل داروين هذا العرض السخي على الفور وأصرَّ على موراي بأنَّه يمكنه سحب عرضه إذا شعر بأنَّ الكتاب لن يباع جيداً أو أنَّه لم يلقَ الرواج المطلوب، في نهاية المطاف دفع موراي لداروين 180 جنيهاً أسترلينيَّاً كحصته من أرباح الطبعة الأولى، وبحلول وفاة داروين عام 1882 كان الكتاب قد طبع 6 طبعات وكانت حصة داروين قد بلغت قرابة 3000 جنيه إسترليني.
دارت العديد من النقاشات حول العنوان النهائي للكتاب وفي النهاية تمَّ الاتفاق على «أصل الأنواع»، مع إضافة «عن طريق الانتقاء الطبيعي»، «أو بقاء الأعراق المفضلة في أثناء الصراع من أجل البقاء»، وخلال صفحات الكتاب استخدم داروين مصطلحي «الأجناس» و «الأصناف» بالتناوب.

### التطور البشري
نلاحظ من دفاتر ملاحظات داروين المُبكرة اعتباراً من ثلاثينات القرن التاسع عشر فصاعداً اعتباره للتطور البشري جزءاً من العمليات التطوريَّة الطبيعيَّة التي كان يبحث فيها، ويبدو واضحاً رفضه لوجود تدخل إلهي في هذه العمليَّة، كان كتاب أصل الأنواع في عام 1856 يتضمَّن مذكرة عن تطور الإنسان ولكن عندما استفسر والاس في ديسمبر 1857 ردَّ داروين: أنت تسأل عمَّا إذا كنت سأناقش تطور البشر، أعتقد أنَّني يجب أن أتجنَّب هذا الموضوع بالكامل لأنَّه سيثير جدلاً واسعاً، على الرغم من أنَّني أعترف بأنَّها يجب أن تكون المشكلة الأكثر إثارةً لاهتمام علماء الطبيعة ، وفي 28 مارس آذار 1859 أرفق داروين رسالةً إلى الناشر جون موراي مع مخطوطته الأصليَّة للكتاب يؤكد فيها أنَّه لن يتحدث عن أصل الإنسان.
يسلط داروين في الفصل الأخير من كتابه أصل الأنواع المعنون «المُلخَّص والنتائج» الضوء باختصار على الجوانب البشرية لنظريته فيقول: «أرى أنَّه سيكون هناك مجال مفتوح لأبحاث أكثر أهميَّة في المستقبل البعيد، وسيتمُّ إلقاء الضوء بعمقٍ أكثر على أصل الإنسان وتاريخه»، وأكَّد داروين لصديقه لايل عند مناقشة هذا الأمر في يناير عام 1860 أنَّ هذه العبارة تضع البشر في مشكلة مع بقية الحيوانات [187]، وعلى كلِّ حال كانت هذه الجملة هي الإشارة الوحيدة من داروين للبشر في كتابه، ووصفتها جانيت براون بأنَّها نقاشه الوحيد للأصول البشريَّة في كتاب أصل الأنواع.
مع ذلك فقد وردت بعض العبارات الأخرى في الكتاب تشير بهدوء إلى أنَّ البشر هم في النهاية مجرَّد نوع آخر من الحيوانات التي تتطوَّر من خلال نفس العمليات والمبادئ التي تتطوَّر عن طريقها الكائنات الحيَّة الأخرى [182]، وناقش داروين في دفاتر ملاحظاته المُبكِّرة كيف يمكن للكائنات اختيار الخصائص أو الصفات غير التكيفيَّة عندما يتعلَّق الأمر باختيار الحيوانات أو البشر لشركائهم، في مذكراته التي تعود لعام 1856 وصف داروين هذا التأثير «بالانتقاء الجنسي» ، وأضاف ملاحظات عديدة حول الانتقاء الجنسي إلى كتابه أصل الأنواع، وفي منتصف عام 1857 أضاف عنواناً جديداً «النظرية تنطبق أيضاً على العرق البشري» لكنَّها بقيت مجرَّد عنوان دون إضافة أي نص حول هذا الموضوع، وفي الفصل السادس من أصل الأنواع تحت عنوان «صعوبات في النظرية» يذكر داروين وجود بعض الاختلافات الطفيفة وغير المهمَّة بين البشر وبقية الحيوانات في هذا السياق [195]، لاحقاً وعندما نشر داروين كتابه سقوط الإنسان بعد اثني عشر عاماً، قال إنَّه لم يشرح بالتفصيل التطور البشري في كتابه أصل الأنواع لأنَّه كان يعتقد أنَّ ذلك سيزيد فقط من التحيُّزات والاعتراضات ضد آرائي، ومع ذلك فهو لم يتجنب الموضوع بشكلٍ كامل [196]، يقول داروين: وقتها بدا لي كافياً أن أشير في الطبعة الأولى من كتاب أصل الأنواع إلى أنَّ هذا العمل سيلقي الضوء على أصل الإنسان وتاريخه، وهذا يعني أنَّه يجب تضمين الإنسان مع الكائنات الحيَّة الأخرى في أي استنتاج عام يُفسِّر طريقة ظهوره على الأرض، وأشار أيضاً إلى أنَّه ألمح فقط في هذا الكتاب إلى الانتقاء الجنسي الذي يُميِّز الجنس البشري عن بقية الأجناس الحيَّة الأخرى.

## الاستقبال

قدم رساموا الكاريكاتير البريطانييون نظرية داروين بطريقة غير مهددة وفي سبعينيات القرن التاسع عشر أكدت الرسوم الكاريكاتورية الشهيرة لداروين بهيئة قرد أو سعدان له أهمية في تحويل الأفكار، وساهمت في تحديد نطاق واسع لنظرية التطور الداروينية

أثار الكتاب اهتمامًا عالميًا وجدلًا واسعًا بدون وضع حد فاصل بين القضايا العلمية والآيديولوجية والانطباعات الاجتماعية والدينية، وتميزت كثير من ردود الأفعال الأولية بكونها معادية ولكن كان يجب أخذ داروين بعين الاعتبار كاسم بارز ومُقدّر في مجال العلم، وكان ذلك الجدل أقل بكثير من الذي صاحب كتاب ضمور الخلق عام 1844م، حيث رفضه العلماء، ولكنه أثر على جمهور واسع من عامة القراء فاعتقدوا أن قوانين الطبيعة تحكم الطبيعة ومجتمع البشر. وحظي الكتاب أصل الأنواع باهتمام عام وواسع حيث ارتبط بأفكار الإصلاح الاجتماعي، واستفاد مؤيديه من اندفاع التيار في نشر المجلات الدورية بالكامل لذا حظي باهتمام أكثر شعبية من أي كتابٍ علمي آخر تقريبًا بالرغم من فشله لمماثلة المبيعات المستمرة لكتاب الضمور. وأجاز كتاب داروين المناقشات العلمية حول آليات التطور، واستُخدم مصطلح الداروينية الذي صيغ حديثًا لتغطية كامل مجال النشوئية وليس فقط أفكار داروين الخاصة، وبحلول منتصف عام 1870م، كانت النشوئية هي الغالبة. وتجنب داروين موضوع تطور الإنسان في كتابه باستثناء تلميح مختصر في الفصل الأخير، وبالرغم من ذلك قيل أن النشرة الأولى من كتاب الضمور كونت عقيدة من فكرة البشر من القرود. وأصبح تطور الإنسان موضوعًا مركزيًا للجدال، فناقشه توماس هنري هكسلي بفعالية حيث عرضه في عمله المشهور «محاضرات الرجال العاملين»، ولم ينشر داروين نظرته الخاصة حول هذا الموضوع حتى عام 1871م. وتعارض المذهب الطبيعي للانتقاء الطبيعي مع افتراضات الغرض من الطبيعة، وفي حين أمكن إصلاح هذا التعارض عن طريق التطور الإلهي إلّا أن الآليات الأخرى المتضمنة لتقدم أكثر أو هدف كانت أكثر قبولًا. وقد جسّد هربرت سبنسر اللاماركية في فلسفته المشهورة عن السوق الحر المتدرج في مجتمع البشر. كما أشاع مصطلحي التطور وبقاء الأنسب، واعتقد الكثير أن سبنسر كان رئيسيًا في التفكير التطوري.

### التأثير على المجتمع العلمي
انظر أيضاً: تاريخ الفكر التطوري 
كان القراء من العلماء على بينة من الجدل حول تغير الفصائل عن طريق العمليات التي تخضع لقوانين الطبيعة، ولكن أفكار التحول من لامارك و «قانون التطور» المبهم لم يحظ بالتأييد العلمي، قدم داروين الانتقاء الطبيعي كآلية قابلة للاختبار العلمي في حين كان قبول آليات أخرى مثل توريث الصفات المكتسبة ممكناً، قامت استراتيجيته على أن التطور من خلال القوانين الطبيعية كان أمرًا يستحق الدراسة العلمية، وبحلول عام 1875م قبل معظم العلماء حدوث التطور ولكن ظن قليلون أن الانتقاء الطبيعي مؤثر. كان منهج داروين العلمي محل نزاع أيضا، كان يُفضل أنصاره منهج جون ستيوارت مل ميل «نظام المنطق»، بينما تمسك المعارضين بالمدرسة المثالية لوليام هويويل فيلسوف العلوم الاستقرائية، في أي بحث ممكن أن يبدأ بالحقيقة البديهية أن الأنواع هي أجسام ثابتة أنشئت بالتصميم ، جاء الدعم المبكر لأفكار داروين من نتائج دراسات علماء الطبيعة في مجال الجغرافية البيولوجية وعلم البيئة، بما في ذلك جوزيف دالتون هوكر في عام 1860م، وآسا جراي في عام 1862م. قدم هنري والتر بيتس بحثًا في عام 1861م أوضح فيه محاكاة الحشرات باستخدام الانتقاء الطبيعي. ناقش ألفريد راسل والاس أدلة من بحثه أرخبيل الملايو، بما في ذلك ورقة في عام 1864م مع تطور لشرح خط والاس.

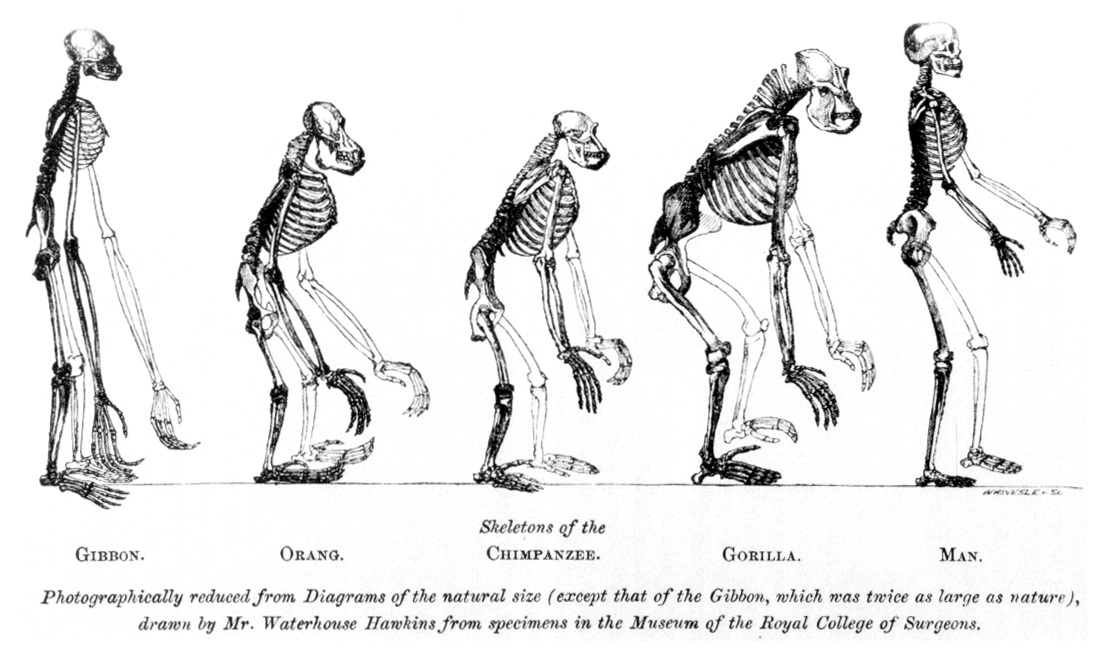
استخدم هكسلي الرسوم التوضيحية لإيضاح أن البشر والقردة لها نفس الهيكل العظمي الأساسي.

لم يكن تطبيق نظرية التطور واضحاُ في علم التشريح والتشكل، كما كان قليل التأثير في بحوث عالم التشريح توماس هنري هكسلي، وعلى الرغم من ذلك، فقد كان تأييد هكسلي لداروين كبيرًا؛ مع أنه قد دعا لاجراء تجارب توضح ما إذا كان الانتقاء الطبيعي يمكنه تشكيل أنواع جديدة، وتساءل ما إذا كانت نظرية التدرج لداروين يمكنها إحداث أنواع جديدة دون قفزات مفاجئة. أراد هكسلي للعلم أن يكون علمانياٌ لايتأثر بالدين، كما يتضح في مقالته المنشورة في أبريل 1860م في مجلة وستمنستر والتي روجت للمذهب الطبيعي في العلم على حساب اللاهوت الطبيعي، مشيداً بجهود داروين لـ «توسيع هيمنة العلم على مناطق من التفكير لم يتم إدراكها بعد» وابتكر مصطلح الداروينية كجزء من جهوده الرامية إلى علمنة واحترافية العلم. أصبح هكسلي عالماٌ نافذًا وأنشأ نادي اكس الذي استخدم مجلة نيتشر لتعزيز مذهب التطور والمذهب الطبيعي وصياغة الشكل العلمي في أواخر العصر الفيكتوري، كما استطاع إرنست هيكل عالم الاحياء والتشكل الألماني إقناع هكسلي لاحقًا أن التشريح المقارن وعلم الحفريات يمكن استخدامهما لإعادة بناء سلاسل النسب التطورية.
كشف عالم الطبيعة والتشريح الرائد في بريطانيا ريتشارد أوين عن رأيه في عام 1850م بأن تاريخ الحياة ينكشف تدريجيًا بخطة إلهية. وكان اوين في معرض مراجعته لكتاب أصل الأنواع في مجلة ادنبره في أبريل عام 1860م قد شن هجوماً ساخراً على كل من هكسلي وهوكر وداروين، ولكنه أشار إلى قبول نوع من التطور باعتباره خطة غائية «متناسبة التعيين»، مع الأنواع الجديدة التي تظهر من خلال الولادة الطبيعية. دوق أرجيل كان أحد الرافضين لنظرية الانتقاء الطبيعي، المؤيدين «للخلق بالولادة». ومنذ عام 1858م، أكد هكسلي على التشابه التشريحي بين القردة والبشر، مخالفاً نظرية أوين أن البشر كانوا فئة فرعية منفصلة. أصبح الخلاف بين أوين وهكسلي حول أصول الإنسان على الواجهة في اجتماع الجمعية البريطانية لتقدم العلوم الأسطوري عام 1860م الذي تضمن مناظرة أكسفورد لنظرية التطور. وخلال عامين من النزاع المرير علناً، هجا تشارلز كينجسلي ريتشارد أوين في أعماله الأدبيه مثل«سؤال كبير الحصين» وسخر منه أيضاٌ في «أطفال المياه»، و«اختبار فرس النهر العظيم»، كما أظهر هكسلي أن أوين كان مخطئاً من حيث اعتقاده بأن أدمغة القردة تفتقر إلى بنية موجودة في العقول البشرية. بينما رأى آخرون، بما في ذلك تشارلز لايل وألفريد راسل والاس، أن البشر لهم سلف مشترك مع القرود، ولكن الملكات العقلية العليا للقرود لم تتمكن من التطوّر بسبب عملية مادية بحتة. وقد نشر داروين تفسيره الخاص في أصل الإنسان (1871).

### الانعكاسات خارج بريطانيا العظمى

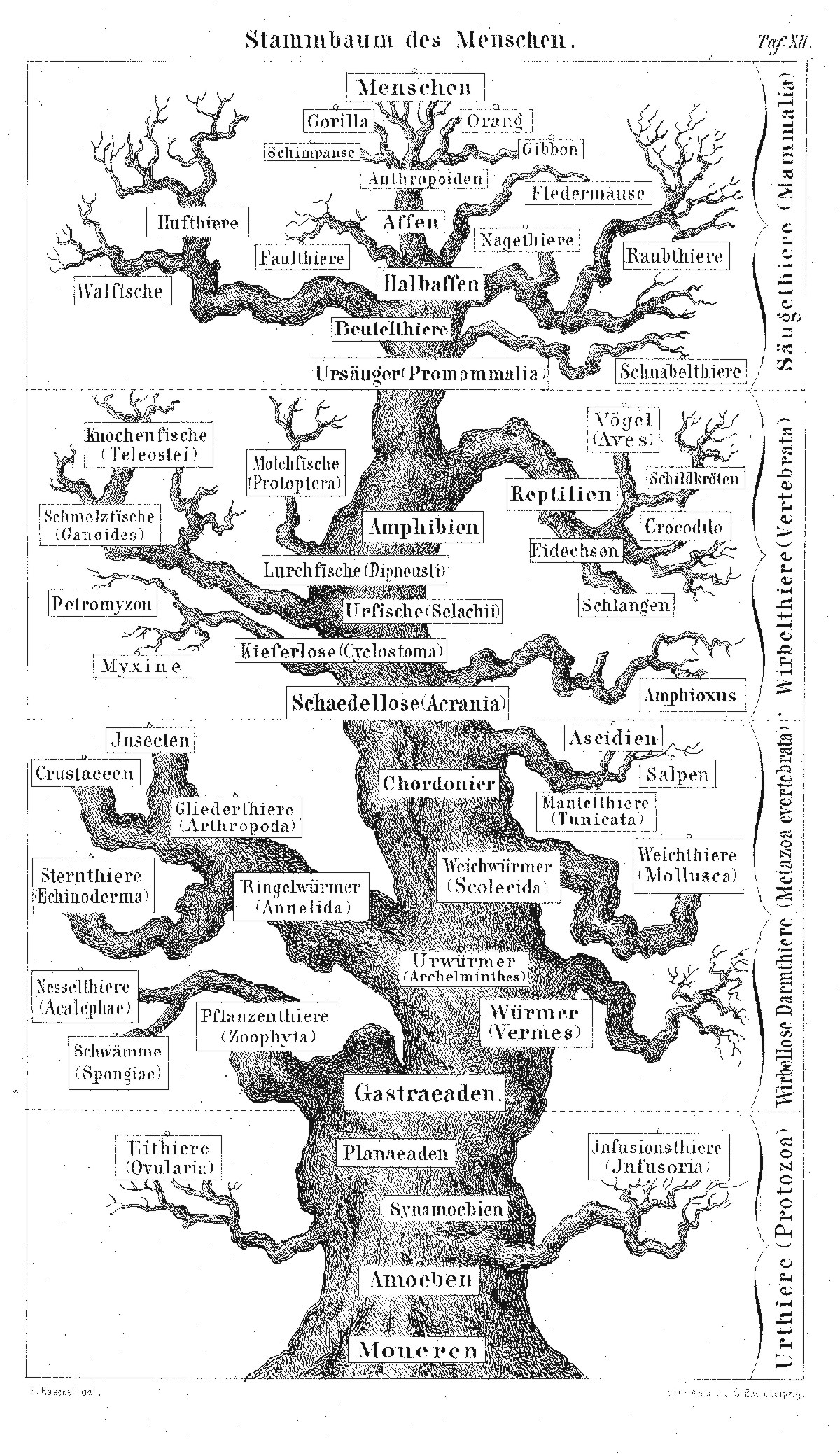
بين هيكل الجذع الرئيسي المؤدي للبشرية مع فروع ثانوية لحيوانات مختلفة على عكس شجرة التطور المتفرعة لداروين

الأفكار التطورية مع أنها لا تصنف ضمن الانتقاء الطبيعي إلا أن علماء الأحياء الألمان قبلوها كونهم قد اعتادوا على نظريات التماثل في علم التشكّل كما ذُكر في كتاب تحول النباتات للعالم الألمان يوهان فولفغانغ فون غوته وكذلك من تقاليدهم العريقة في علم التشريح المقارن. تعديلات برون في ترجمته الألمانية زادت من شكوك المحافظين ولكنها حفّزت المتطرفين السياسيين، كان إرنست هيكل متحمسًا للغاية وكان يهدف لربط أفكار داروين بأفكار لاماركية وغوته دون الإخلال بروح فكرة الفلسفة الطبيعية الألمانية. وقد انضم إليهم هكسلي في برنامجهم الطَّمُوح لإعادة بناء التطور التاريخي للحياة مدعومين باكتشافات علم الأحافير. استخدم هيكل علم الأجنة بشكل كبير في نظريته المسماة بـنظرية التلخيص والتي جسدت نموذجًا متطورًا وموازيًا لنظرية التطور. وقد كان داروين حذرًا في التعامل مع مثل هذه النظريات التاريخية، وقد أشار إلى أن قوانين كارل إرنست فون باير في علم الأجنة دعمت نظريته في التفريع المعقد. ساندت آسا جراي ودافعت ضد المذهب الطبيعة الأمريكي ذات النهج المثالي ولاسيما لويس أغاسيز الذي رأى كل الأنواع كوحدة مستقلة ثابتة في عقل المنشىْ، حيث صنفت كأنواع يراها الاخرون مجرد أصناف. وتوافق إدوارد درينكر كوب والفيس هايت في وجهة النظر هذه مع مذهب التطور في شكل اللاماركية الجديدة التي تشمل نظرية التخليص. أظهر علماء الطبيعة الناطقين بالفرنسية في عدة دول امتنانهم للترجمة الفرنسية المحسنة بواسطة كليمينس روير، ولكن أفكار داروين أثرت بشكل بسيط في فرنسا، حيث أن أي عالم يدعم أفكار التطور تم اختياره للاماركية. قبلت النخبة المثقفة في روسيا الظاهرة العامة للتطور لعدة سنوات قبل أن ينشر داروين نظريته وأخذها العلماء بسرعة في اعتبارهم، بالرغم من أن هيئات المالثوسية شعرت بانها نسبيًا غير مهمة. اُنتقد الاقتصاد السياسي للنضال كصورة نمطية بريطانية بواسطة كارل ماركس وليو تولستوي اللذان كان لهما انتقادات أخلاقية حادة لشخصية ليفن في روايته آنا كارنينا من وجهات نظر داروين.

#### الاعتراضات التي تواجه الانتقاء الطبيعي
كان هناك اعتراضات علمية شديدة حول عملية الانتقاء الطبيعي باعتبارها مفتاح التطور الرئيسي، ومن ضمن هذه الاعتراضات إصرار كارل فون ناجيلي على أن وجود صفات ذات أهمية بسيطة لا تمتلك ميزة التكيف قد لا يمكن تطويرها بالانتقاء. لكن داروين أقر أن هذه الصفات يمكن ربطها بصفات تكيفية فكان تقديره أن عمر كوكب الأرض يسمح بالتطور التدريجي لكن عارضه على ذلك وليام طومسون (الذي لُقب لاحقًا باللورد كلفن) الذي اعتقد أن الأرض برُدت في أقل من 100 مليون سنة. فقد قَبِل داروين على أنها وراثة خلطية، لكن فليمنج جنكين اعتقد أنها صفات مختلطة فالانتقاء الطبيعي غير قادر على جمع الصفات النافعة. وحاول داروين مواجهة هذه الاعتراضات في طبعة كتابه الخامسة، أما ميفيرت فقد دعم التطور المباشر وجمع الاعتراضات العلمية والدينية التي تواجه الانتقاء. وفي المقابل، أدلى داروين بتغيرات كبيرة في الطبعة السادسة، أما بالنسبة لـمشكلات عمر كوكب الأرض فلم تُحل إلا في القرن العشرين.
وبحلول منتصف عام 1870م، تقبل معظم العلماء فكرة التطور، ولكن عُزل الانتقاء الطبيعي إلى دور ثانوي وكما يعتقدون العلماء بأن التطور كان هادف ومتقدم في آن واحد. العديد من النظريات التطورية خلال فترة «الكسوف الداروينية» شملت أشكالاً من حركة القفز حيث اعتقدوا بتعدد أنواع جديده تنشأ من خلال القفز بدلاً من التكيف التدرجي، تدعي فرضية استقامة التطور بأن لها أشكال متعدده وقابله للتغيُر في اتجاه محدد، والأشكال الجديدة من اللاماركيه التي ورثت الخصائص المكتسبة مما أدى إلى تقدمها أيضاً. رأى الأقلية مثل أوغست وايزمان إن الانتقاء الطبيعي كان هو الآية الوحيدة، حيث كان من المُعتقد بأن إعادة اكتشاف الوراثة المندلية قد أبطلت أفكار أو آراء داروين.

### التأثير على المناقشات الاقتصادية والسياسية
بينما استخدم بعض الأشخاص كسبنسر التناظر من الانتقاء الطبيعي كحجة ضد تدخل الحكومة في الاقتصاد لمصلحة الفقراء، والآخرين بما في ذلك ألفريد راسل والاس، الذي أشار بمدى أهمية ذلك لتقويم عدم المساواة الاجتماعية والاقتصادية لتمهيد الطريق أمام الانتقاء الطبيعي الذي من شأنه إضفاء المزيد من التحسينات على البشرية. وقد حاول بعض النقاد السياسيين أمثال واتر باغوت، ناقد سياسي وفيزيائي في عام 1872م، توسيع فكرة الانتقاء الطبيعي إلى منافسة بين الأمم والأعراق البشرية. وقد تم دمج مثل هذه الأفكار مع ما كان سائداً من جهود مبذولة من قبل بعض العاملين في الأنثربولوجيا لتقديم دليل علمي على هيمنة عرق القوقازيين (البيض) فوق الأعراق غير البيضاء وتبرير الإمبريالية الأوروبية. كتب المؤرخون أن معظم النقاد السياسيين والاقتصاديين كان فهمهم لنظرية داروين العلمية سطحياً، فقد كانوا شديدي التأثر بالمفاهيم الأخرى حول التقدم الاجتماعي والتطور كالأفكار اللاماركية لسبنسر وهيجل، كما كانت عليه في أعمال داروين. اعترض داروين على استخدام أفكاره في تبرير الهجمات العسكرية والممارسات اللاأخلاقية حيث آمن بأن الأخلاق جزء من رقي الإنسانية، واعترض على نظرية تعدد المنشأ، التي نصت على أن البشر انحدروا من أكثر من أصل وأنهم لا يتشاركون في سلالة حديثة مألوفة.

### المواقف الدينية
أثار الكتاب ردود فعل دينية على نطاق واسع في زمن الأفكار المتغيرة والعلمنة المتزايدة. ولقد كانت المشاكل المُثارة معقدة مع منطقة واسعة في المنتصف، وكانت التطورات في علم الجيولوجيا تعني قليلًا من المعارضة اعتمادا على القراءة الحرفية لسفر التكوين، لكن دفاع حجة التصميم واللاهوت الطبيعي كان مركزيا للحوارات حول الكتاب في العالم الإنجليزي.

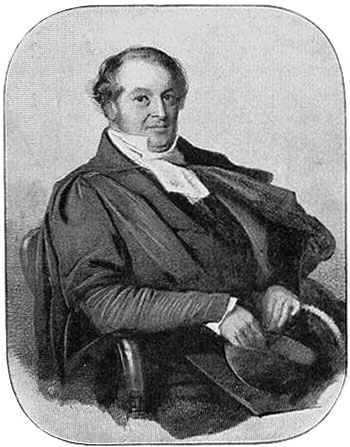
دافع اللاهوتي الليبرالي بادن باول عن الأفكار التطورية بالقول أن إدخال أنواع جديدة يجب أن يعتبر طبيعياً بدلاً من كونه عملية خارقة

لم يكن اللاهوت الطبيعي عقيدة موحدة، وعلى الرغم من أن بعضهم أمثال لويس أغسيز كانوا معارضين بشدة لأفكار الكتاب، فقد سعى آخرون للمصالحة لاقتناعهم بنظرية التطور وكونها هادفة. وفسر بعض العلماء الليبراليين في كنيسة إنجلترا إن الانتقاء الطبيعي أداة من تصميم الله، مع رجل دين تشارلز كنغسلي الذي رأى أنها (مجرد نبيلة كما تصور مفهوم الإله). في الطبعة الثانية من شهر يناير عام 1860 م اقتبس داروين من كنغسلي بأنه (رجل الدين المحتفى به) وأضاف عبارة (من قبل الخالق) إلى الجملة الختامية، والتي قُرأت لاحقاً على «الحياة، مع العديد من صلاحياته، بعد أن تم النفخ في الأصل من قبل الخالق في بضعة أشكال أو في واحد». في حين اتخذ بعض المعلقين هذا بمثابة تنازل عن الدين سيندم عليه داروين لاحقًا، وكانت وجهة نظر داروين في ذلك الحين على أن الله خلق الحياة من خلال قوانين الطبيعة، وحتى في الطبعة الأولى هناك العديد من الإشارات إلى «الخلق». أشاد بادن باول «بحجم براعة السيد داروين داعماً المبدأ الكبير لقوة التطور الذاتي للطبيعة». في أمريكا، كان آسا جراي (Asa Gray) يجادل بأن التطور هو التأثير الثانوي، أو طريقة عمل للسبب الأول، التصميم ، ونشر كتيب للدفاع عن الكتاب من حيث التطور الايماني، والانتقاء الطبيعي لا يتعارض مع أصول الدين الطبيعية. أصبح التطور الإيماني حلاً وسطاً شعبياً، وكان القديس جورج جاكسون ميفارت يتقبل نظرية التطور لكنه قام بمهاجمة نظريات داروين لآليات الطبيعة. في نهاية المطاف، كان من الواضح أن تدخل الطبيعة شيء خارق ولا يمكن أن يكون تفسيراً علمياً، والآليات الطبيعية مثل اللاماركية الجديدة كانت تفضل الانتقاء الطبيعي أكثر باعتباره أكثر توافقاً مع الغرض. على الرغم من أن الكتاب قد لمح نوعاً ما في تطور الإنسان، فإنه سرعان ما أصبح الموضوع الرئيسي في النقاش كما شوهدت الصفات العقلية والأخلاقية والجوانب الروحية من الروح، وكان يعتقد أن الحيوانات لا تملك الصفات الروحية. يمكن التوفيق بين هذا الصراع من خلال الافتراض بأن هناك بعض التدخل الخارق للطبيعة المؤدي للبشر، أو مشاهدة التطور باعتباره التطور الهادف والتدريجي للجانب البشري الطبيعي. في الوقت الذي قبل فيه العديد من اللاهوتيين المحافظين فكرة التطور، كان تشارلز هودج يناقش وينتقد في كتابه 1874 «ما هي الداروينية ؟» وكان أن «الداروينية»، والتي عرفها بأضيق نطاق بما في ذلك رفض التصميم وكذلك الإلحاد على الرغم من أنه أقر بأن آسا جراي لم يرفض التصميم. وردّ آسا جراي أن هذه التهمة حرفت نص داروين. وبحلول أوائل القرن الـعشرين، أشار أربعة كتاب مشاهير من الذين شاركوا في كتابة كتاب «الأساسيات» بصراحة إلى احتمالية أن الله خلق من خلال التطور ، ولكن الأصولية ألهمت الأمريكيين بالجدل حول خلق التطور التي بدأت في 1920. بعض المحافظين من الكتاب الرومانيين الكاثوليكيين واليسوعيين عارضوا التطور في أواخر القرن التاسع عشر وأوائل القرن العشرين، لكن الكتاب الكاثوليكيون الأخرون بدءاً بـ (ميفارت)، أشاروا إلى أن آباء الكنيسة الأوائل لم يفسروا كيفية التكوين حرفياَ في هذا المجال  وذكر الفاتيكان في موقف رسمي عام 1950 المنشور البابوي، والذي رأى أن التطور لا يتعارض مع التعاليم الكاثوليكية.

## التأثيرات الحديثة

تظهر شجرة المحتد الحديثة المؤسسة على تحليل الجينوم نطاق المجال الثلاثي.

مع توسع الاكتشافات حول علم الوراثة والطفرات أصبح من غير الممكن الدفاع عن العديد من الآليات التطورية البديلة التي كانت مرجحة في فترة «الكسوف الدارويني» (الفترة التي لم يتقبل فيها معظم علماء الأحياء نظرية الانتقاء الطبيعي لداروين وحاولوا ايجاد نظريات بديلة). وتم أخيرًا قبول المعنى الكامل لنظرية الانتقاء الطبيعي في ثلاثينات وأربعينيات القرن العشرين كجزء من نظرية الاصطناع التطوري الحديث. وخلال ذلك الوقت دمج علماء الأحياء والإحصاء ومن ضمنهم رونالد فيشر، وسيوال رايت، وجون هالدين نظرية الانتقاء الطبيعي لداروين بالمفهوم الإحصائي للوراثة المندلية. واستمرت النظرية بالتطور، حتى أصبحت نظرية داروين في التطور عن طريق الانتقاء الطبيعي بنموذجها الشجري حيث تتفرع الأنواع من أصل مشترك «بحسب نظرية السلف المشترك» وهي النظرية الموحِدة لعلوم الحياة، وتفسر النظرية تنوع الكائنات الحية وتكيفها مع البيئة، كما تتوافق بشكل منقطع النظير مع التقارير الجيولوجية والجغرافيا البيولوجية والتشابه في التطور الجنيني والتماثل بين الأحياء والأعضاء الأثارية والكلاديسيات وعلم الوراثة العرقي وغيرها من المجالات. وقد أصبحت أساسًا للعلوم التطبيقية مثل الطب والزراعة، وعلى الرغم من الإجماع العلمي على نظرية النشوء والتطور إلا أنها أثارت جدلًا سياسيًا ودينيًا واسعًا حيال طريقة تدريسها في المدارس، خاصة في الولايات المتحدة.
وتواصلت الاهتمامات بكتابات داروين فأدّى ذلك إلى دراسات واسعة النطاق عن سيرته وحياته وأعماله، كما أصبح كتابه مادةٌ للكثير من التحليل متضمناُ طبعة محققة فاريوروم تفصّل التغييرات التي تم إجراؤها في كل نسخة ونشرت لأول مرة في عام 1959م، بالإضافة إلى فهرس إلحاقي منفصل شامل تم نشره عام 1981م. وفي عام 2009م أقيمت الاحتفالات حول العالم بالذكرى 150 لنشر كتاب أصل الأنواع والذكرى المئوية لميلاد داروين، وقد كان احتفالاً بالأفكار التي «حدثت ثورة في فهمنا للطبيعة ومكاننا فيها على مدى السنوات المائة والخمسين التي مضت».